# Mahalon
Mahalon [maalɔ̃] est une commune du département du Finistère, dans la région Bretagne, en France.

## Géographie

### Situation et relief
Mahalon est une commune située à l'entrée du Cap Sizun, au sud-ouest de Douarnenez et à l'est de Pont-Croix ; non littorale, la commune est limitée au nord par la vallée du fleuve côtier Goyen (une petite partie au nord-est du territoire communal, comprenant notamment Lésivy et allant jusqu'aux hameaux de Lanfiacre et Saint-Tugen, se trouve toutefois sur la rive droite du Goyen), et au sud ainsi qu'à l'ouest par le ruisseau de Poulguidou, affluent de rive gauche du Goyen, qui conflue avec ce dernier juste en amont de Pont-Croix, et qui alimente l'étang de Poulguidou, qui est à cheval sur les communes de Mahalon et Plouhinec.

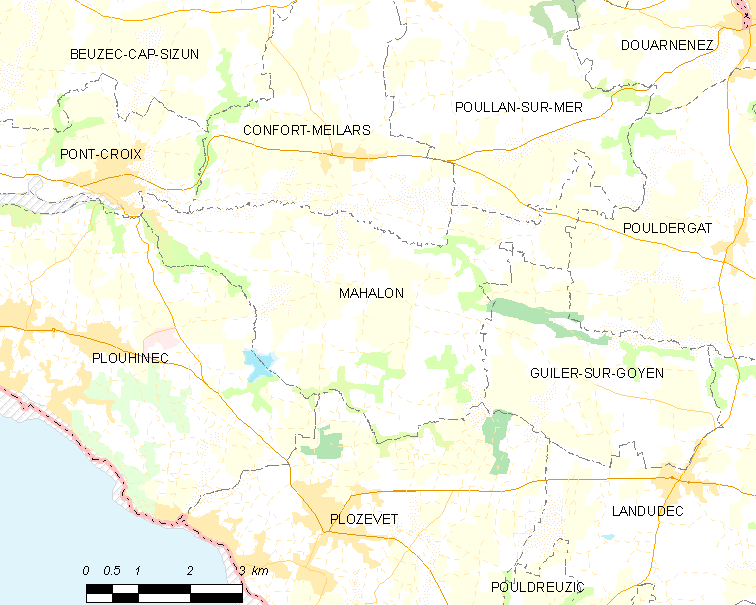
Carte de la commune de Mahalon.
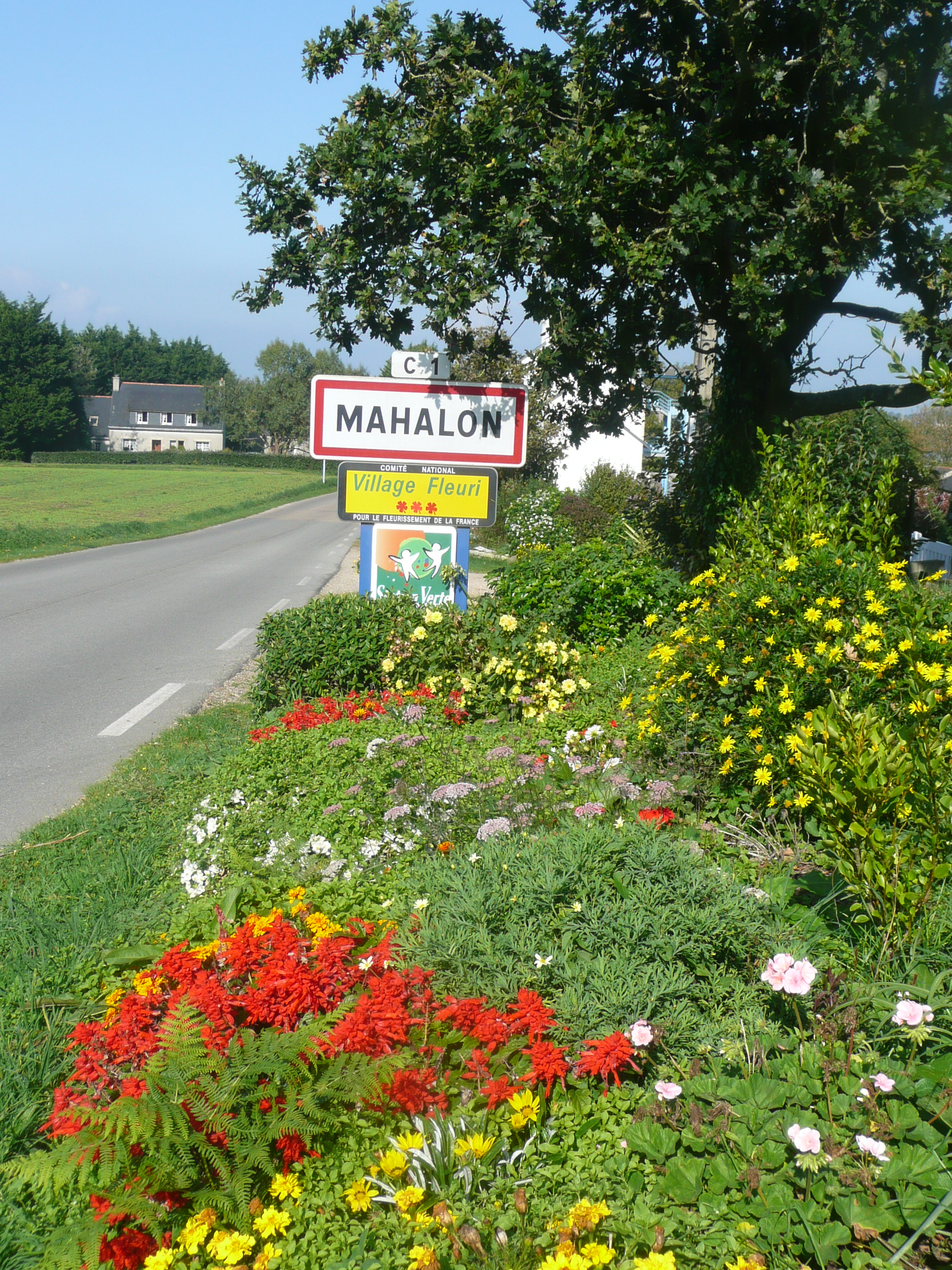
Mahalon, village fleuri.
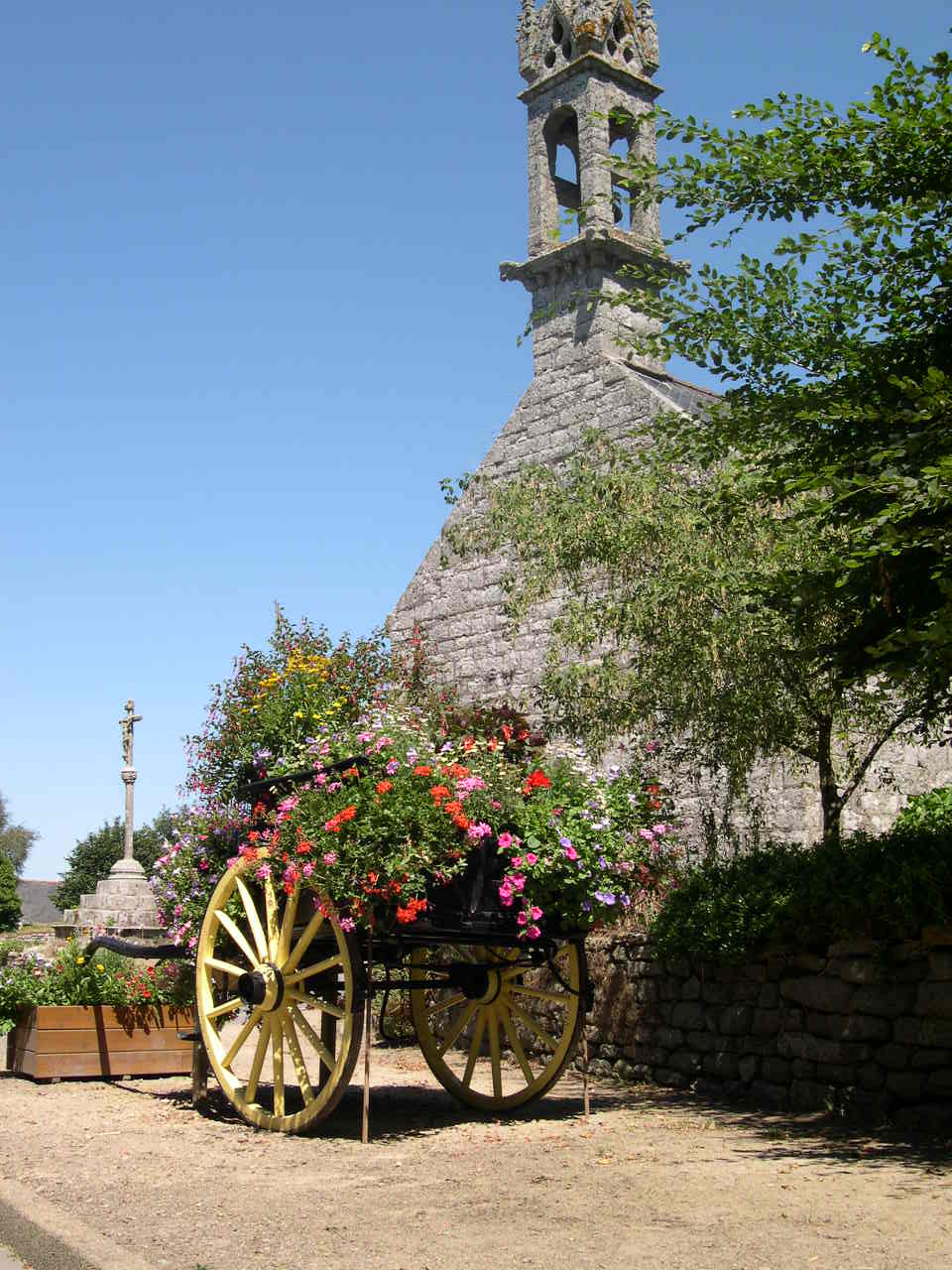
Charrette fleurie devant la chapelle Saint-Pierre.

| Pont-Croix | Confort-Meilars | Poullan-sur-Mer  |
| Plouhinec  | Mahalon         | Pouldergat       |
|            | Plozévet        | Guiler-sur-Goyen |

Le finage communal est très vallonné, les altitudes les plus élevées étant situées à l'est du territoire communal (93 mètres), où se trouve le parc éolien de Kerigaret, qui comprend 8 éoliennes, et est à cheval sur les communes de Mahalon, Plozévet et Guiler-sur-Goyen ; la route allant de Guiler-sur-Goyen à Mahalon suit la ligne de crête qui correspond aussi à la ligne de partage des eaux entre les deux cours d'eau précités, l'altitude de 93 mètres étant aussi atteinte le long de cette route à Kerhuella. La partie nord du finage est en pente vers le nord jusqu'à la vallée du Goyen, celui-ci coulant à une trentaine de mètres à son entrée sur le territoire communal et à seulement 2 mètres à sa sortie, tout près de Pont-Croix ; la partie sud du finage est en pente vers le sud, l'étang de Poulguidou est à une soixantaine de mètres d'altitude et la vallée du ruisseau de Poulguidou s'abaisse progressivement jusqu'à 2 mètres vers l'ouest, au niveau de la presqu'île de confluence avec le Goyen. Le bourg est situé vers 64 mètres d'altitude et est en pente vers le nord.
Le bois de Bromuel, à cheval sur les communes de Plouhinec et Mahalon, est un bois récent (56 000 arbres d'espèces diverses ont été plantés sur 57 hectares), aménagé par le "Syndicat intercommunal des eaux du Goyen" afin de protéger par un périmètre de protection de 122 ha le captage d'eau de Bromuel (800 000 m³ d'eau prélevés chaque année). Cette forêt en devenir représente un véritable réservoir de biodiversité végétale et animale. Des sentiers de promenade y ont été aménagés.
La commune fait partie du canton de Douarnenez (antérieurement du canton de Pont-Croix) et de la Communauté de communes du Cap-Sizun.

### Habitat
L'habitat rural est dispersé en un certain nombre d'écarts, hameaux ou fermes isolées. Le bourg est longtemps resté de peu d'importance, regroupant seulement une cinquantaine d'habitants à la fin du XIXe siècle.

### Transports
La commune n'est desservie que par des routes d'importance modeste, la plupart étant de simples routes communales. Un sentier de randonnée pédestre, le GR 34g, va de Porz Poulhan à Douarnenez en passant par l'étang de Poulguidou et le bourg de Mahalon ; long de 27 km, il permet aux randonneurs qui ont longé tout le littoral du Cap Sizun à partir de Douarnenez de rejoindre cette ville en traversant la partie orientale de la région du Cap Sizun.

### Hydrographie

#### Réseau hydrographique
Pour un article plus général, voir Réseau hydrographique du Finistère.
La commune est située dans le bassin Loire-Bretagne. Elle est drainée par le Goyen et divers autres petits cours d'eau,.
Le Goyen, d'une longueur de 32 km, prend sa source dans la commune de Plonéis et se jette  dans l'Océan Atlantique en limite de Plouhinec et d'Audierne, après avoir traversé onze communes.  Les caractéristiques hydrologiques du Goyen sont données par la station hydrologique située sur la commune de Pont-Croix. Le débit moyen mensuel est de 1,5 m3/s. Le débit moyen journalier maximum est de 16,3 m3/s, atteint lors de la crue du 28 janvier 1995. Le débit instantané maximal est quant à lui de 17,4 m3/s, atteint le même jour.

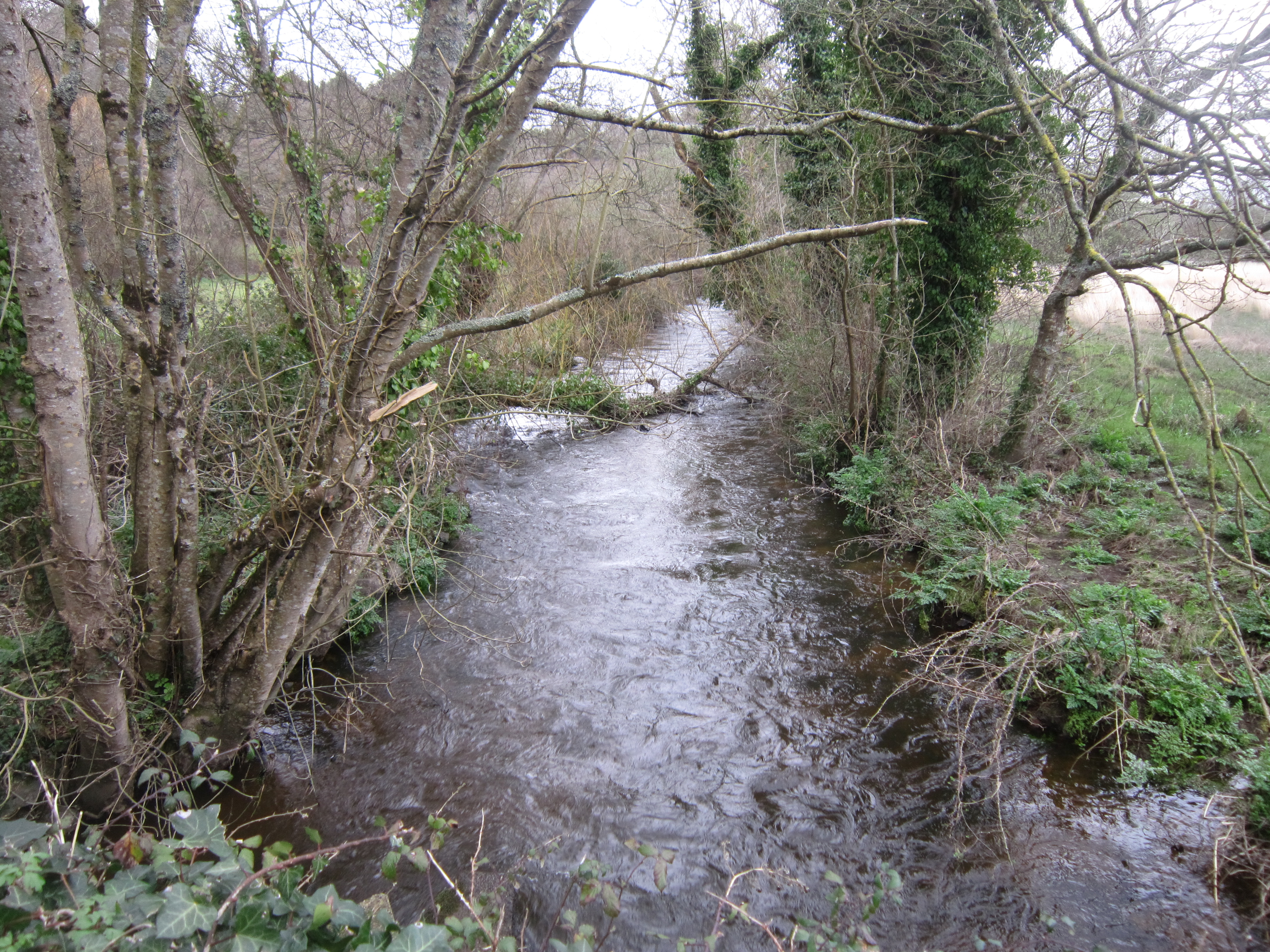
Le Goyen à la limite entre Mahalon et Confort-Meilars vu depuis le pont de la route entre Mahalon et Meilars.

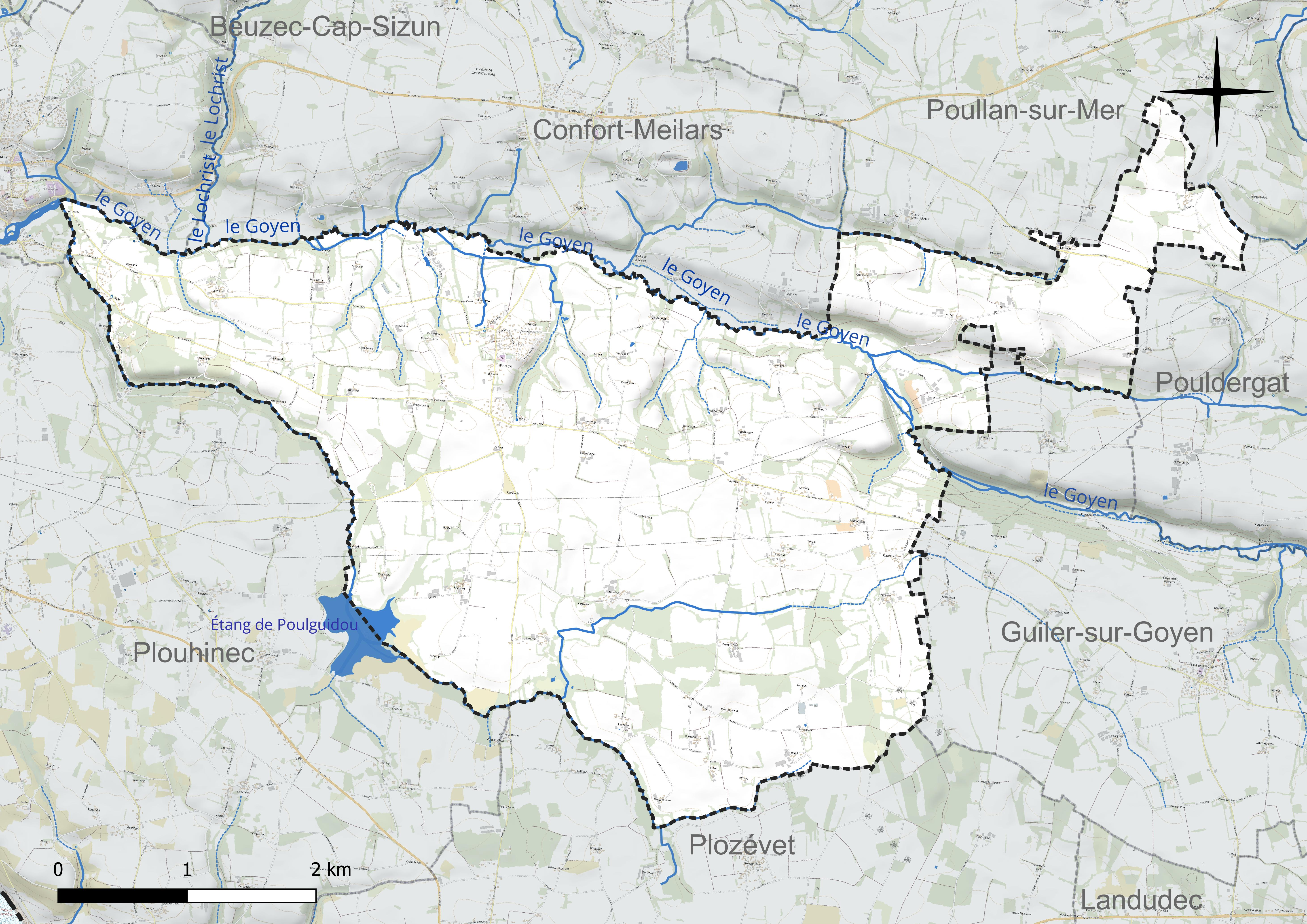
Réseau hydrographique de Mahalon.

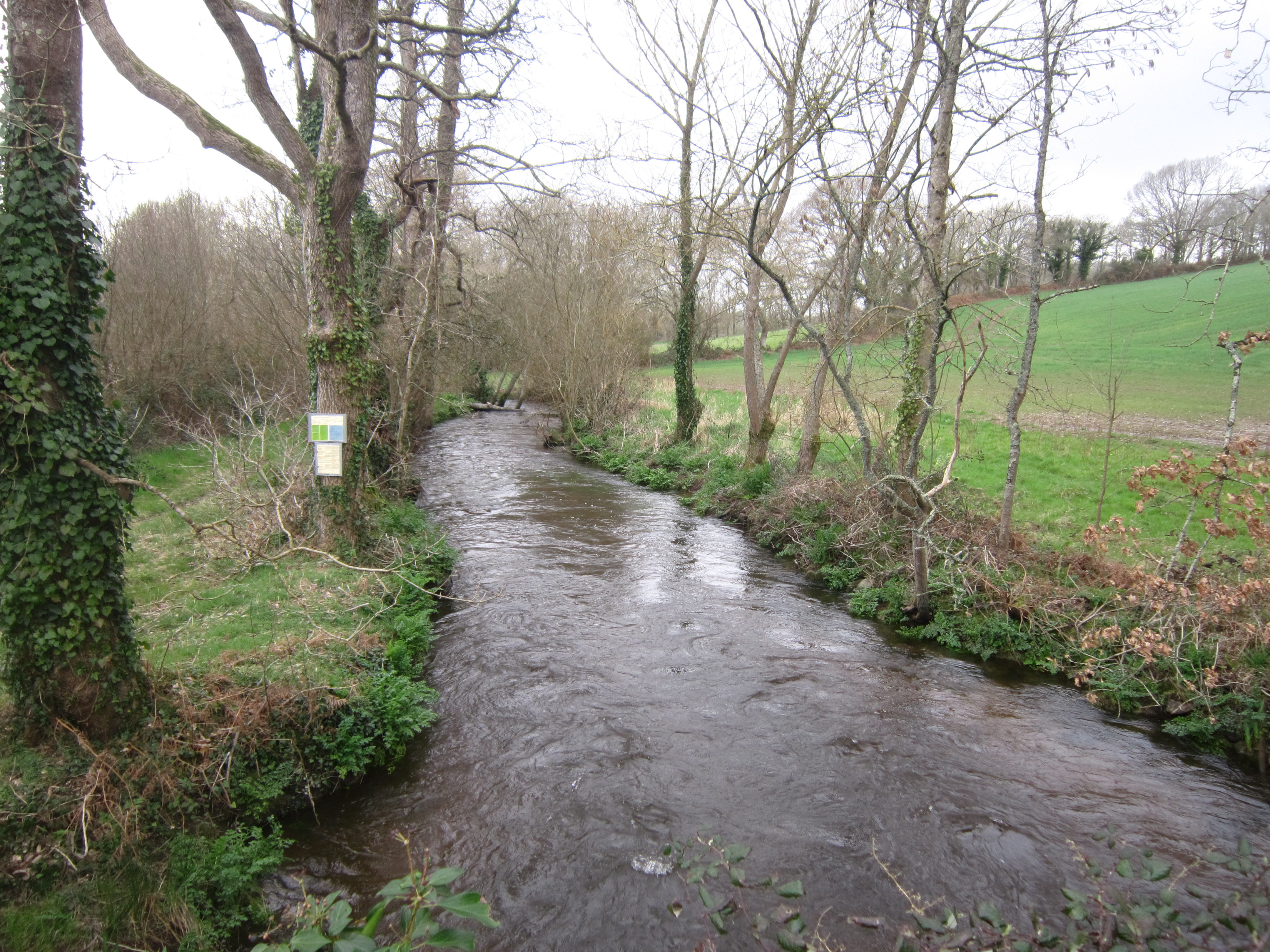
Le Goyen à la limite entre Mahalon et Confort-Meilars vu depuis le pont de la route entre Mahalon et Meilars.

#### Étang de Poulguidou
Un plan d'eau complète le réseau hydrographique : l'étang de Poulguidou, d'une superficie totale de 21,5 ha (5,1 ha sur la commune),.
L'étang de Poulguidou, qui appartient à des propriétaires privés, a une superficie de 35 hectares ; isolé et peu accessible par voie routière, il bénéficie d'un arrêté préfectoral de protection du biotope depuis 1995 en raison de sa richesse botanique attestée par la présence d'espèces végétales rares et protégées, notamment la phragmite aquatique, espèce mondialement menacée, mais aussi la droséra, la spiranthe, la grassette du Portugal, l'illécèbre verticillé ; c'est aussi un refuge pour de nombreuses espèces d'oiseaux. La commune de Mahalon est intéressée par son acquisition. Un château, disparu, se trouvait autrefois sur ses rives. Un circuit pédestre, dénommé "La balade de l'étang", long de 11 km, relie le bourg de Mahalon à l'étang de Poulguidou.

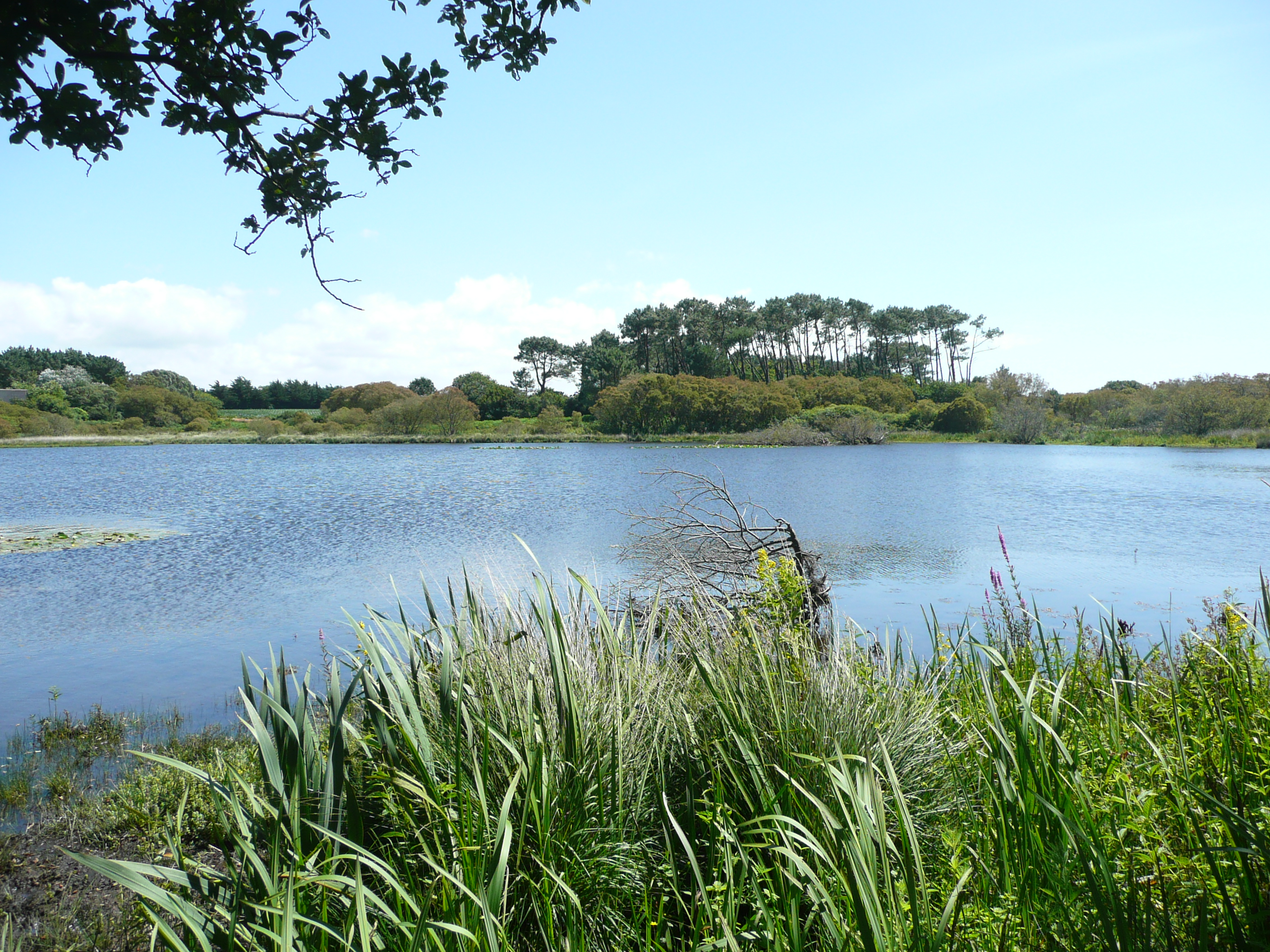
L'étang de Poulguidou.
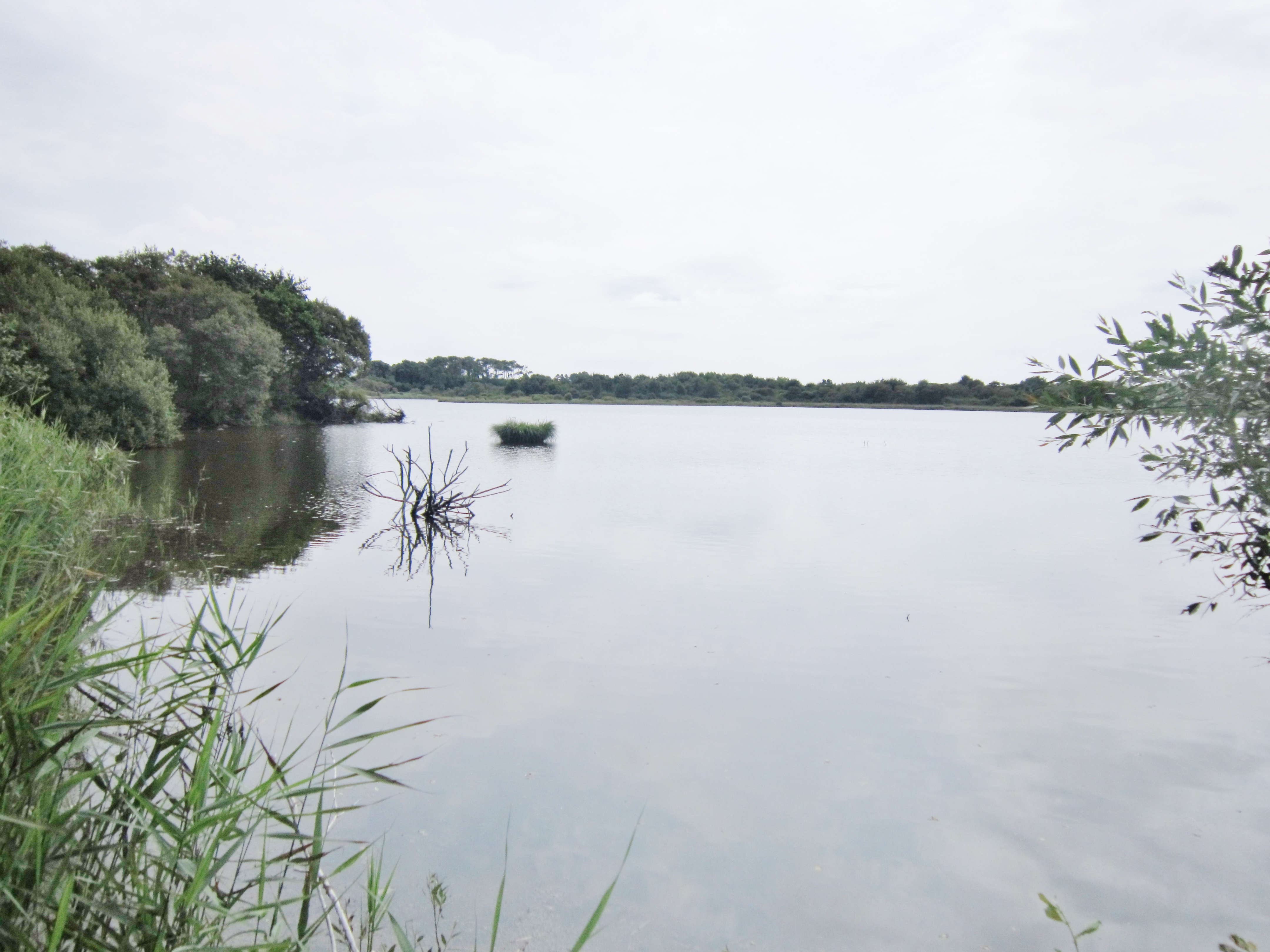
L'étang de Poulguidou vu depuis sa rive nord, côté Mahalon 1.
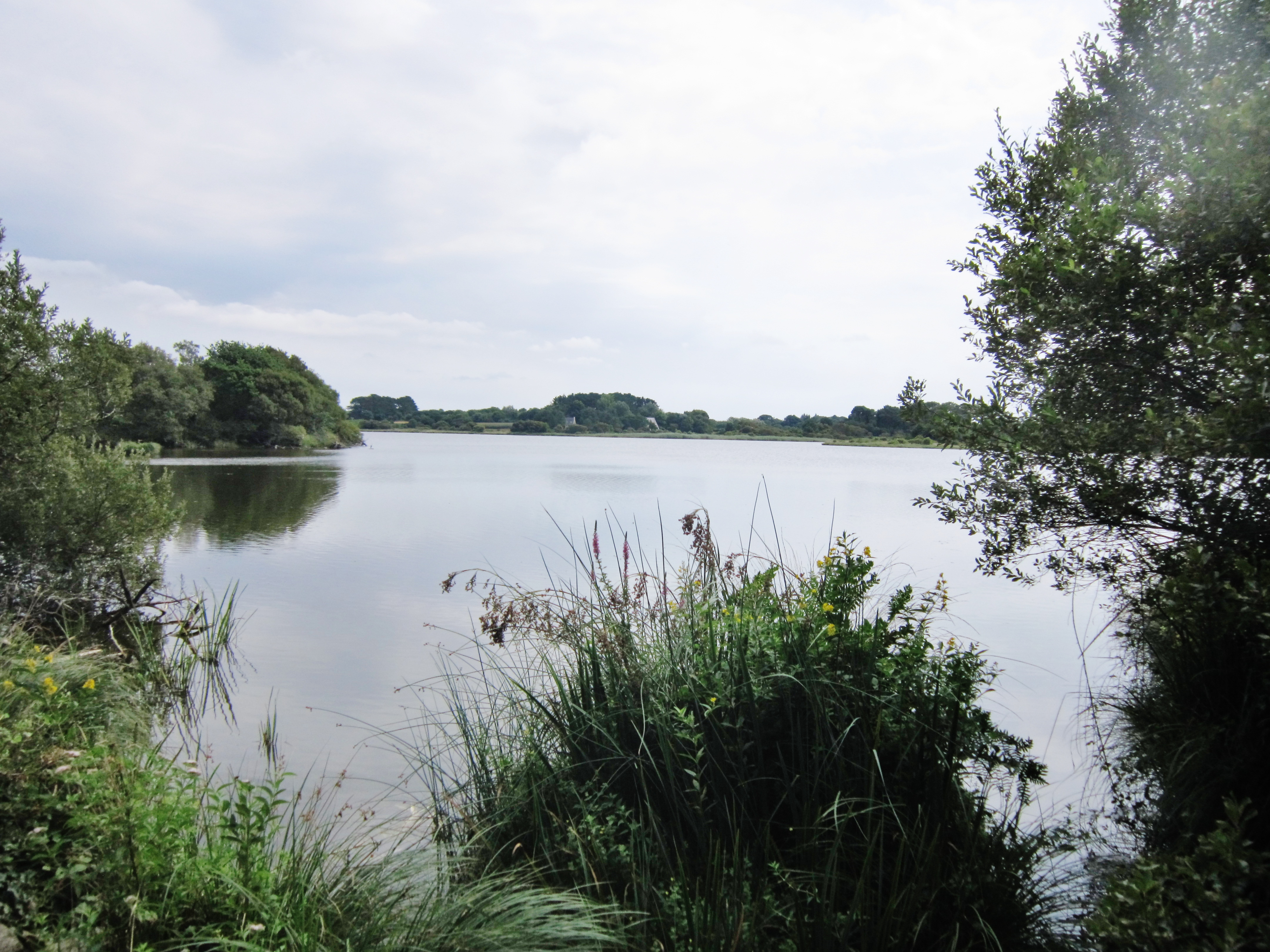
L'étang de Poulguidou vu depuis sa rive nord, côté Mahalon 2.
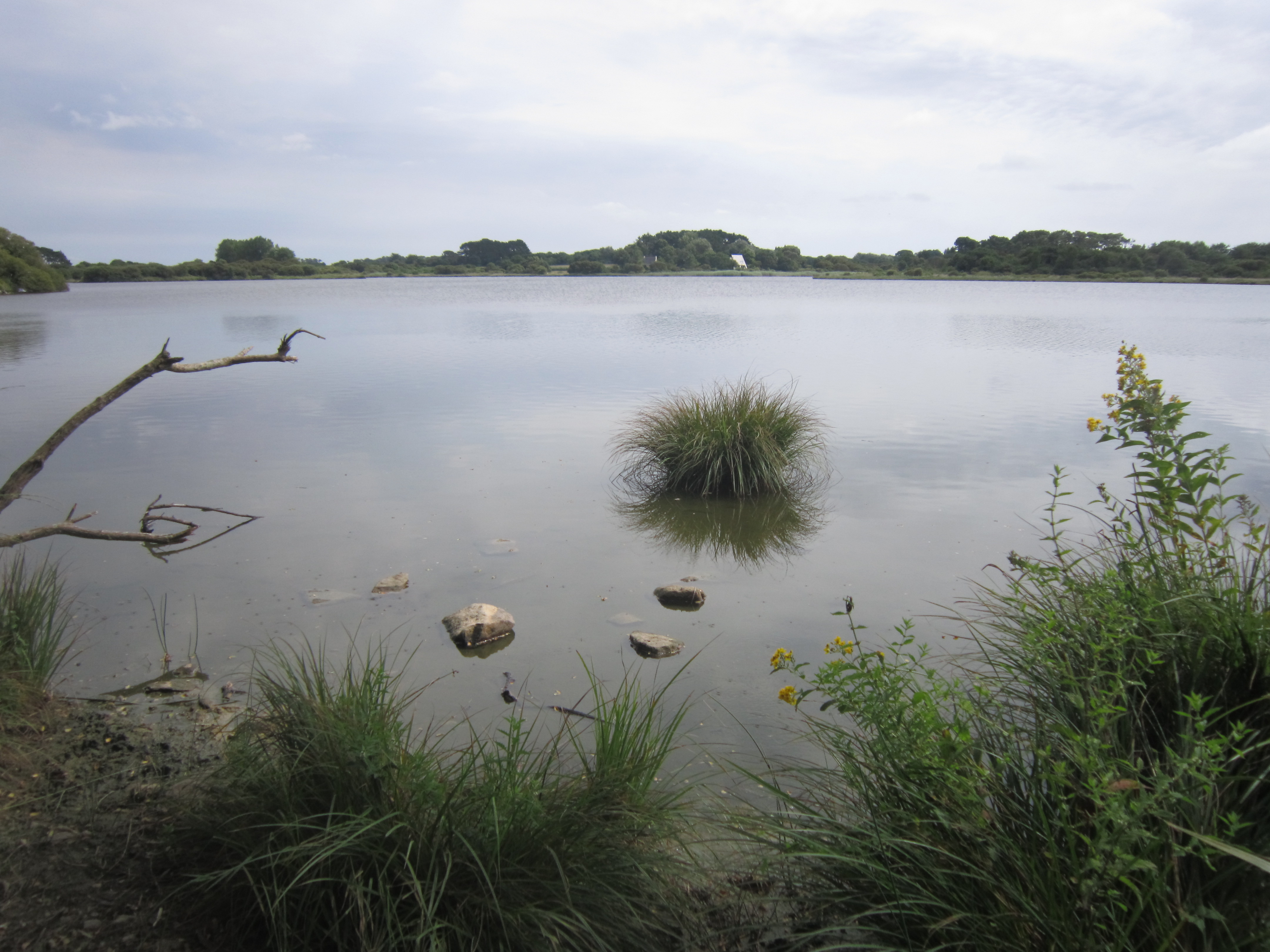
L'étang de Poulguidou vu depuis sa rive nord, côté Mahalon 3.

### Climat
Pour des articles plus généraux, voir Climat de la Bretagne et Climat du Finistère.
En 2010, le climat de la commune est de type climat océanique franc, selon une étude du CNRS s'appuyant sur une série de données couvrant la période 1971-2000. En 2020, Météo-France publie une typologie des climats de la France métropolitaine dans laquelle la commune est exposée à un climat océanique et est dans la région climatique  Bretagne orientale et méridionale, Pays nantais, Vendée, caractérisée par une faible pluviométrie en été et une bonne insolation. Parallèlement l'observatoire de l'environnement en Bretagne publie en 2020 un zonage climatique de la région Bretagne, s'appuyant sur des données de Météo-France de 2009. La commune est, selon ce zonage, dans la zone « Littoral », exposée à un climat venté, avec des étés frais mais doux en hiver et des pluies moyennes.  
Pour la période 1971-2000, la température annuelle moyenne est de 11,7 °C, avec  une amplitude thermique annuelle de 10,1 °C. Le cumul annuel moyen de précipitations est de 955 mm, avec 14,9 jours de précipitations en janvier et 7,6 jours en juillet. Pour la période 1991-2020, la température moyenne annuelle observée sur la station météorologique la plus proche, située sur la commune de Pluguffan à 20 km à vol d'oiseau, est de 12,1 °C et le cumul annuel moyen de précipitations est de 1 214,4 mm,. Pour l'avenir, les paramètres climatiques de la commune estimés pour 2050 selon différents scénarios d'émission de gaz à effet de serre sont consultables sur un site dédié publié par Météo-France en novembre 2022.

## Urbanisme

### Typologie
Au 1er janvier 2024, Mahalon est catégorisée commune rurale à habitat dispersé, selon la nouvelle grille communale de densité à 7 niveaux définie par l'Insee en 2022.
Elle est située hors unité urbaine et hors attraction des villes,.

### Occupation des sols
L'occupation des sols de la commune, telle qu'elle ressort de la base de données européenne d'occupation biophysique des sols Corine Land Cover (CLC), est marquée par l'importance des territoires agricoles (87,9 % en 2018), en augmentation par rapport à 1990 (87 %). La répartition détaillée en 2018 est la suivante : 
zones agricoles hétérogènes (57,4 %), terres arables (30,4 %), forêts (9,5 %), zones urbanisées (1,8 %), milieux à végétation arbustive et/ou herbacée (0,5 %), eaux continentales (0,3 %). L'évolution de l'occupation des sols de la commune et de ses infrastructures peut être observée sur les différentes représentations cartographiques du territoire : la carte de Cassini (XVIIIe siècle), la carte d'état-major (1820-1866) et les cartes ou photos aériennes de l'IGN pour la période actuelle (1950 à aujourd'hui).

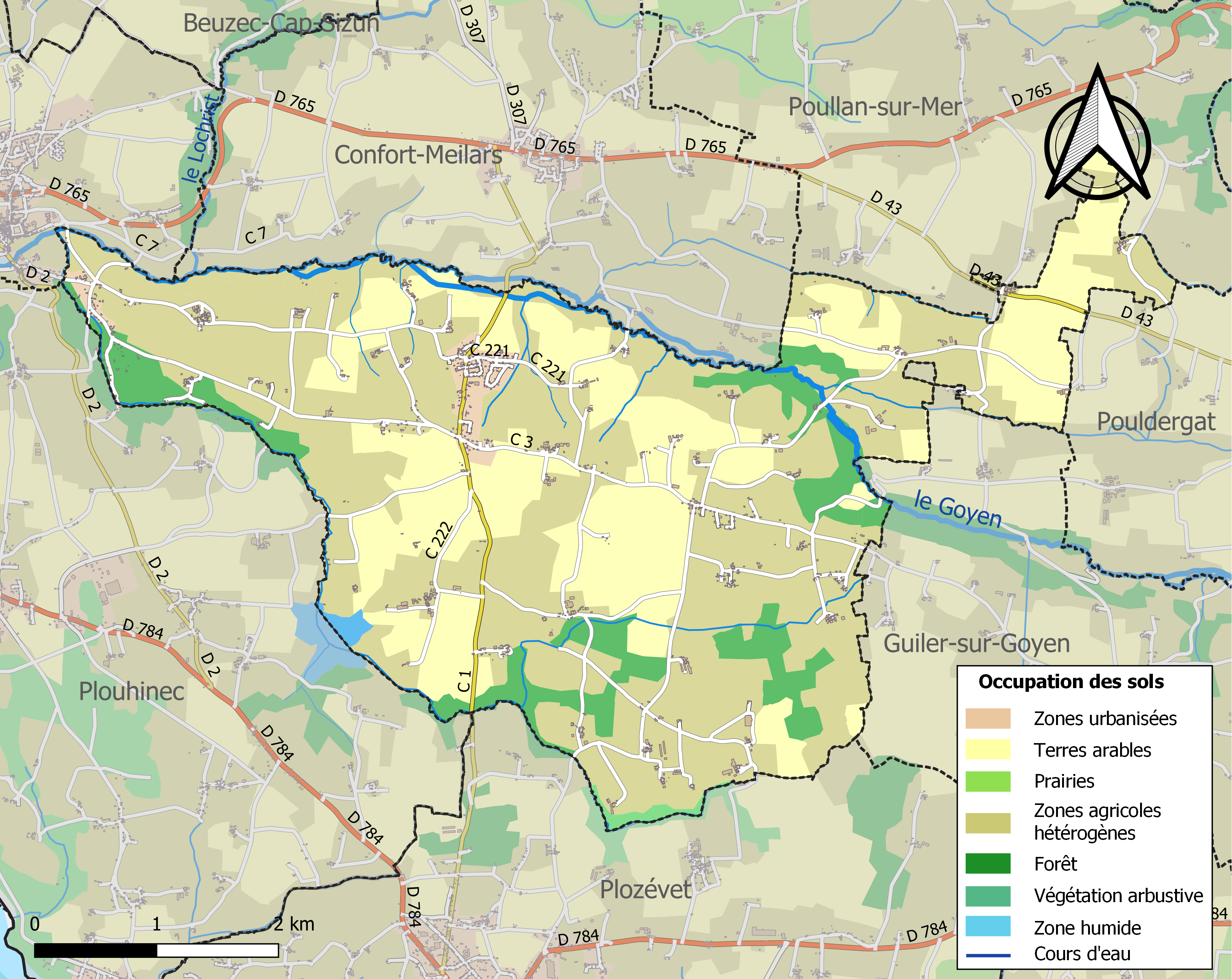
Carte des infrastructures et de l'occupation des sols de la commune en 2018 (CLC).

## Toponymie
Le nom de la localité est attesté sous les formes Machalon en 1160, Mathalon en 1267, ensuite Mazalon en 1306, 1308 et en 1536 et Mahalon dès 1704.
Macnalon : anthroponyme employé seul.
Mac'halon en breton.

## Histoire

### Préhistoire
Deux menhirs se trouvaient dans un pré entre Kerétret et Lanavan ; ils ont été renversés vers 1855. Un tumulus, qui contenait cinq ou six cercueils en pierre, situé à Lanavan, a été détruit vers la même époque. Un autre tumulus, situé entre Keroursinic et Stang-er-Reun, a été fouillé en 1880 ; il abritait plusieurs sarcophages dont certains contenaient des squelettes. En 1912 une urne contenant 145 haches en bronze a été trouvée près de Brégodonou.

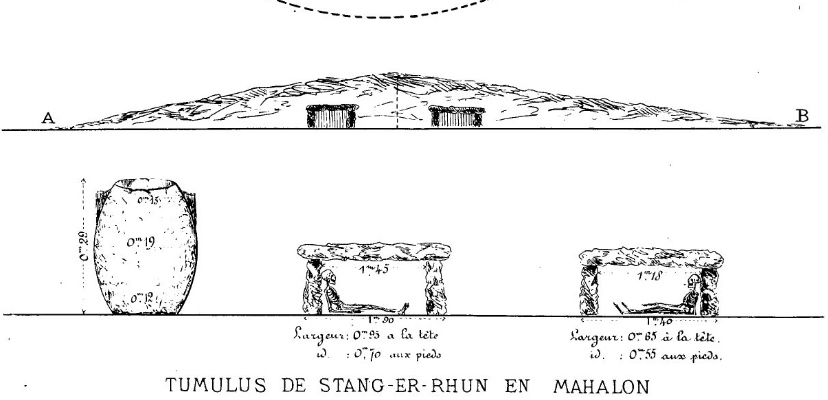
Tumulus de Stang er Rhun (Stan-er-Reun) : coupe et dessin de sarcophages contenant des squelettes (Bulletin de la Société archéologique du Finistère, 1880).

### Antiquité
Des traces d'occupation romaine (des tuiles notamment) ont été découvertes par le chanoine Abgrall au nord de Lésivy. Deux voies romaines traversaient l'actuelle commune de Mahalon : l'une était celle qui, partant de Keridreu (désormais en Pont-Croix) passait à Lanrin, puis au bourg de Mahalon et continuait vers l'est par Lesmahalon et rejoignait en Landudec la voie romaine allant de la Pointe du Raz à Civitas Aquilonia ; l'autre, qui passait plus au nord allait probablement de la ville d'Ys à Audierne.

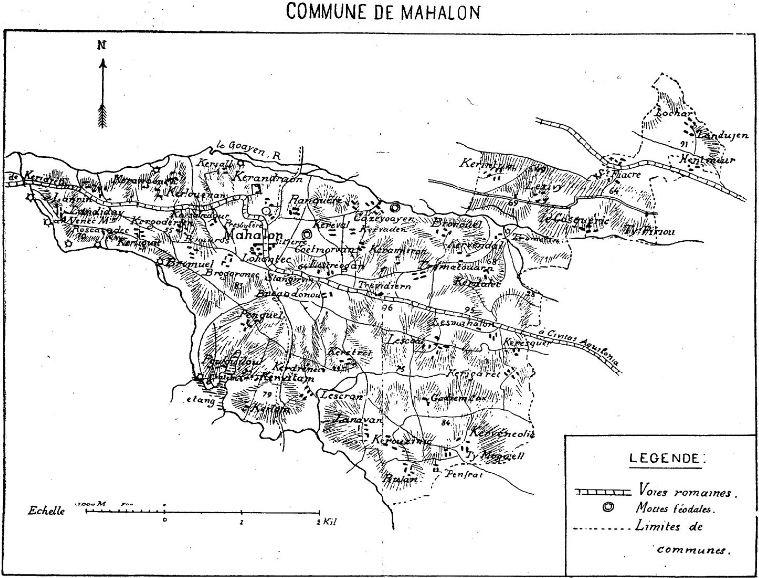
Carte de la commune de Mahalon montrant notamment le tracé des deux voies romaines la traversant.

### Moyen Âge
Mahalon était l'une des plus anciennes paroisses de l'évêché de Cornouaille, mentionnée en 1160 dans la Charte des Hospitaliers de Bretagne qui fondèrent une aumônerie et un hospice dans le village.
Au Moyen Âge le sud de la paroisse faisait partie du pagus Cap Caval alors que le nord appartenait au pagus Cap Sizun. Mahalon possédait sur la rive droite du Goyen un territoire contenant notamment le manoir de Lésivy et les chapelles de Lanfiat et Landugen, ainsi que cinq ou six villages.
Une motte féodale existait à Castel Goazien ; une autre (« un tertre fait de main d'homme, de forme à peu près ovalaire, mesurant environ 45 mètres de longueur sur 37 mètres de largeur, entouré de douves de tous côtés et ayant une dizaine de mètres de hauteur au-dessus du fond de la douve de l'est, tandis que vers l'ouest la pente du sol descend à plus de 20 mètres en contrebas du sommet ») située dans le bois de Coat-Morvan a été fouillée en 1882 par le comte de Saint-Luc qui dégagea dans la partie supérieure « les murs à demi éboulés de trois corps de logis » dont le principal devait être le donjon qui daterait au moins du XIe siècle.

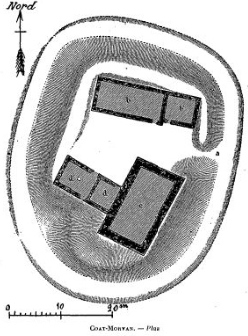
Plan de la motte féodale de Coat-Morvan (dessin du chanoine Abgrall).
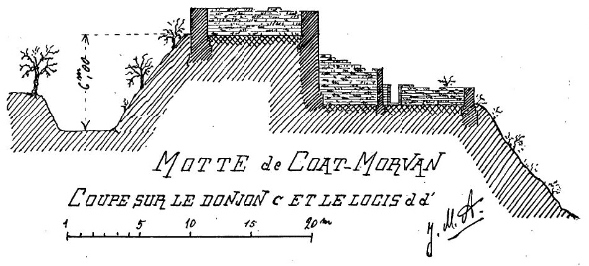
Coupe de la motte féodale de Coat-Morvan (dessin du chanoine Abgrall).
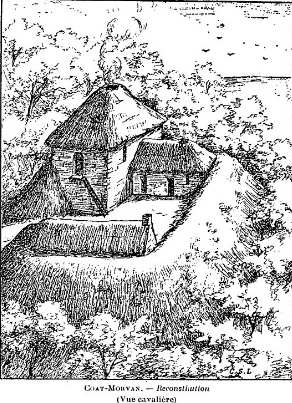
Dessin représentant une reconstitution de la motte féodale de Coat-Morvan en vue cavalière (dessin du chanoine Abgrall).

Un aveu de 1561 mentionne le château de Coat-Morvan : « un grand bois taillis et une petite montagne ayant un vieux château dedans, appelé en tout castel Coatmorvan ». Le plus ancien seigneur connu ayant possédé ce château est en 1410 Yvon Buzic, époux de Blanche de la Villeneuve ; Jehan de Cornouaille possède ce château en 1443, lequel passa en 1510 par héritage aux mains de Charles de Guer avant d'être vendu en 1574 au seigneur de Tyvarlen (en Landudec). Il fut ensuite abandonné (seules quelques ruines en sont encore visibles).
Une aumônerie, fondée par l'Ordre des Hospitaliers de Saint-Jean de Jérusalem, existait en 1160 (son existence est attestée par une charte du duc de Bretagne Conan IV) à l'emplacement du presbytère ; elle semble avoir subsisté jusqu'au XIVe siècle.

### Temps modernes
Le manoir de Tromelin existe depuis le XVe siècle, construit par Henry de Tuonmelin (ou Tromelin), décédé en 1449. La seigneurie de Tromelin avait droit de haute, moyenne et basse justice et prééminences dans l'église paroissiale Saint-Magloire. Par mariages successifs, la seigneurie de Tromelin passa aux mains de la famille de Tréganvez (Jehan II de Tréganvez représente en 1481 ses parents, Jehan de Tréganvez et la dame de Tuonmelin, à la montre de Carhaix), puis de Trémillec (Marguerite de Tréganvez, petite-fille de Jehan II de Tréganvez se maria avec Ronan de Trémillec, originaire de Plomeur ; leur tombeau se trouve dans l'église paroissiale de Mahalon), puis de Jégado (par le mariage d'Anne de Trémillec (1580-1618) avec Jean de Jégado, seigneur de Kerollain). Au début du XVIIe siècle, Tromelin était la plus importante seigneurie de Mahalon, renforcée par la seigneurie de Lésivy, unie à Tromelin à la suite d'un mariage, et possédait des terres à Mahalon, mais aussi à Guiler, à Meilars et à Plomeur. En 1672, Tromelin est acheté par le marquis de Rosmadec et réuni au marquisat de Pont-Croix. Ce fut le début du déclin de Tromelin : de nos jours il ne subsiste quasiment rien du manoir du XVe siècle, l'actuel datant du début du XXe siècle.
D'autres seigneuries existaient, notamment celle du manoir de Kerandraon, situé tout près du bourg de Mahalon, possédé par la famille de Kerharo (la seigneurie de Kerandraon avait droit de haute, moyenne et basse justice et prééminences dans l'église paroissiale Saint-Magloire, ainsi que dans la chapelle Saint-Pierre) et celle de Poulguidou (le château de Poulguidou se trouvait sur une pointe de terre qui s'avance dans l'étang de Poulguidou et qui formait un îlot à l'époque) possédée au début du XVe siècle par Jehan de Malestroit, seigneur de Kaër (en Locmariaquer) avant de passer par mariages successifs aux mains de la famille de Névet, puis de Kerouant (par le mariage de Catherine de Névet avec Jehan de Kerouant), puis à la fin du XVIe siècle dans celle des Coetanezre (par le mariage de Jehanne de Kerouant, petite-fille des précédents, avec Vincent de Coetanezre, seigneur du Granec en Collorec et emprisonné un temps dans l'Île Tristan par le célèbre brigand Guy Éder de la Fontenelle) et enfin dans celle de Plœuc (par le mariage de Suzanne de Coetanezre, fille des précédents, avec Vincent de Plœuc). Leur fils Jean de Plœuc vendit Poulguidou, ainsi que le manoir de Lescongar, en 1640 à un riche marchand de Pont-Croix, Pierre Le Barz. Un aveu de 1699 mentionne « le manoir de Poulguillou consistant en vieilles ruines, vieilles douves, colombier, estang, moulin et pourpris, plus deux métairies nobles ». La seigneurie de Kerlaouénan, possédée successivement par la famille de Kerlaouénan depuis au moins 1335, puis par mariages successifs, dans celle de Poulmic, puis de Chastel , de Rosmadec (en 1528 Jeanne du Chastel épouse Alain de Rosmardec, seigneur de Tyvarlen) ; cette seigneurie est achetée en 1630 par Françoise du Quélennec, veuve de Gilles de Visdelou et fut par la suite vendue en 1732 par un de ses descendants. De nos jours, il ne subsiste rien de l'ancien manoir de Kerlaouénan.
En 1672, le prédicateur Julien Maunoir tint une mission à Mahalon.
En 1741, une épidémie de dysenterie sévit : « Dans chacune des paroisses de Goulien, Plogoff, Esquibien, Plouinec, Plozévet, Mahelon [Mahalon], Poulan, Beuzet-Cap-Sizun, Pouldergat, Douarnenez, on compte le chiffre énorme de dix à douze morts par jour ».
Un arrêt du Conseil du roi en date du 13 mars 1742, « portant règlement pour les Toiles à voiles qui se fabriquent à Lokornan, Poulan, Plonevez, Porzay, Mahalon, Melard, Plomodiern, Ploveren, Saint-Nie, Cast, Quemeneven, Guengat et autres lieux des environs en Bretagne » ordonne « que les dites Toiles feront marquées aux deux bouts des noms et demeures des fabriquans, ou de ceux qui font fabriquer» et « marquées comme deffus de la marque du bureau [des toiles] ».
En 1759, une ordonnance de Louis XV ordonne à la paroisse de Mahalon de fournir 30 hommes et de payer 196 livres pour « la dépense annuelle de la garde-côte de Bretagne ».

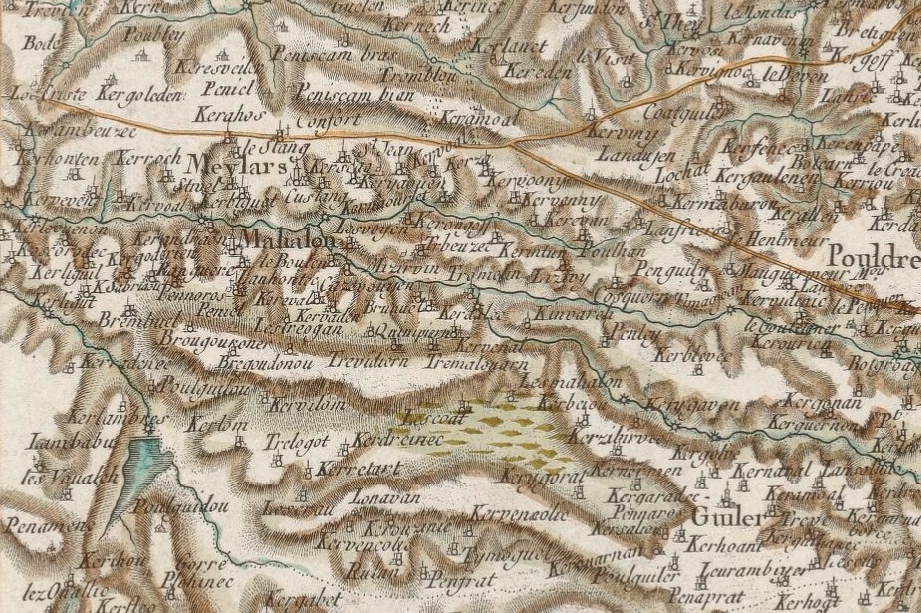
Carte de Cassini de Mahalon et de sa trève de Guiler [ Guiler-sur-Goyen ] (1784).

Jean-Baptiste Ogée décrit ainsi Mahalon en 1778 :

« Mahalon ; sur un coteau ; à 5 lieues et demie à l'ouest de Quimper, son évêché et son ressort : à 44 lieues de Rennes et à une lieue de Pont-Croix, sa subdélégation. Cette paroisse relève du Roi, et compte 1 600 communiants, y compris ceux de Guiler, sa trève ; la cure est à l'alternative. Le territoire, borné au sud par la mer [faux], renferme des terres en labeur, des landes et les maisons nobles de Tomalin et Deffongar. »

### Révolution française
La paroisse de Mahalon, qui comprenait alors 250 feux, élit trois délégués (Alain Salaun, Jean Le Brun, Louis Carriou), pour la représenter à l'assemblée du tiers-état de la sénéchaussée de Quimper au printemps 1789.
La trève de Guiler est détachée de Mahalon en 1790 afin de former une commune distincte.
Jacques Cambry écrit que « le pont [sur le Goyen ] qu'on trouve ente Meilard [Meilars] et Mahalon est impraticable ».

### LeXIXesiècle
A. Marteville et P. Varin, continuateurs d'Ogée, décrivent ainsi Mahalon en 1845 : 

« Mahalon ; commune formée par l'ancienne paroisse du même nom, moins sa trève, Guiler, devenue commune ; aujourd'hui succursale. (...) Principaux villages : Laurin, Kerlaouénan, Kervaden, Quazévoyen, Kerintun, Lézivit, Landugen, Lescoat, Kervitam, Kerétret. Maison principale : manoir de Kerandraon. Superficie totale 2 139 hectares, dont (...) terres labourables 712 ha, prés et vergers et pâtures 110 ha, bois 58 ha, jardins 46 ha, landes et incultes 1 135 ha (...). Moulins : 12 (de Kerharo, Petit-Moulin, Spernigou, de Laurin, Roscaradec, Kerhuon, Poulguidou, à eau). Il y a en Mahalon, outre l'église paroissiale, les chapelles Saint-Pierre et Saint-Fiacre ; chacune d'elles a un pardon annuel, mais qui attire peu d'étrangers. L'agriculture est en progrès dans cette commune. L'usage des prairies artificielles s'y répand, et la pomme de terre est très cultivée. Malheureusement, les terres sont de médiocre qualité et ne permettent, quant aux céréales, d'autre culture que celle du seigle. Géologie : constitution granitique. On parle le breton. »

La chapelle de Lanfiat (Lanfiacre), dédiée à saint Fiacre , fut reconstruite en 1883 en utilisant des pierres de la chapelle voisine de Saint-Tugen, disparue lors de la Révolution française. La chapelle de Lanfiat a elle-même disparu vers le milieu du XXe siècle. Il n'en subsiste qu'une croix (au carrefour de la route départementale 43  et de la route de Kermaburon) et une fontaine.
Le 5 octobre 1892, le comte de Salaberry, propriétaire de l'école religieuse des filles de Mahalon, soutenu par le maire Henri Le Bihan, s'opposa à la laïcisation de l'école en vertu des lois Jules Ferry et à l'installation d'une institutrice laïque en remplacement de la Sœur qui tenait l'école, arguant de son droit de propriétaire de ladite école. Le Préfet poursuivi le comte devant le tribunal de Quimper, mais finit par se désister. Il y avait aussi à Mahalon à cette époque une école des garçons, tenue par les Frères de Ploërmel, bâtie et soutenue par le même châtelain.

### LeXXesiècle

#### LaBelle Époque
La langue bretonne restait d'usage dominant ; l'abbé Salaun, recteur, écrit en 1902 que  « la population de Mahalon se moquerait du prêtre qui monterait en chaire pour faire une instruction française ».
Le 21 juillet 1902, « à la gare de Pont-Croix, 1 500 personnes ont acclamé les [religieuses] expulsées de Mahalon, à leur départ pour leur maison-mère de Kermaria. Une trentaine de chars-à-bancs, portant les enfants de l'école, leurs parents, les amis des Sœurs, leur ont fait escorte jusqu'à Pont-Croix. Là, la population les a suivies. (...) Un immense cri (...) domine longtemps les sanglots des femmes et des enfants : "Vive les Sœurs ! Vive la Liberté ! ».
Le journal La Croix du 19 mars 1903 annonce la fermeture de l'école des garçons tenue par les Frères de Ploërmel et le même journal, dans son numéro du 3 janvier 1904, annonce la fermeture de l'école congréganiste de Mahalon, qui était tenue antérieurement par les Filles de Jésus, sur décision du gouvernement d'Émile Combes. Des écoles publiques avaient été créées en remplacement les années précédentes. Un nouveau groupe scolaire fut construit à Mahalon en 1905.
La baronne de Gargan, fille du comte de Salaberry, propriétaire de la maison servant de mairie, fut en 1910 en litige avec la municipalité, interdisant son utilisation ; l'affaire alla jusqu'en Cour de cassation.
Lors de travaux de réparation effectués dans l'église paroissiale en juin 1911 furent retrouvés les caveaux de la famille de Trémillec et de la famille de Plœuc, dans lequel fut enterrée notamment en 1611 Anne de Tyvarlen, femme de Jehan de Plœuc, seigneur de Kerandraon.
Deux missions ont été organisées, l'une en 1911, l'autre en 1928. Un missionnaire catholique originaire de Mahalon, le révérend père François Marie Savina, missionnaire à Vinh-Tuy (Tonkin) obtint le prix Stanislas-Julien en 1912 pour ses travaux sur la langue Tày.

#### La Première Guerre mondiale

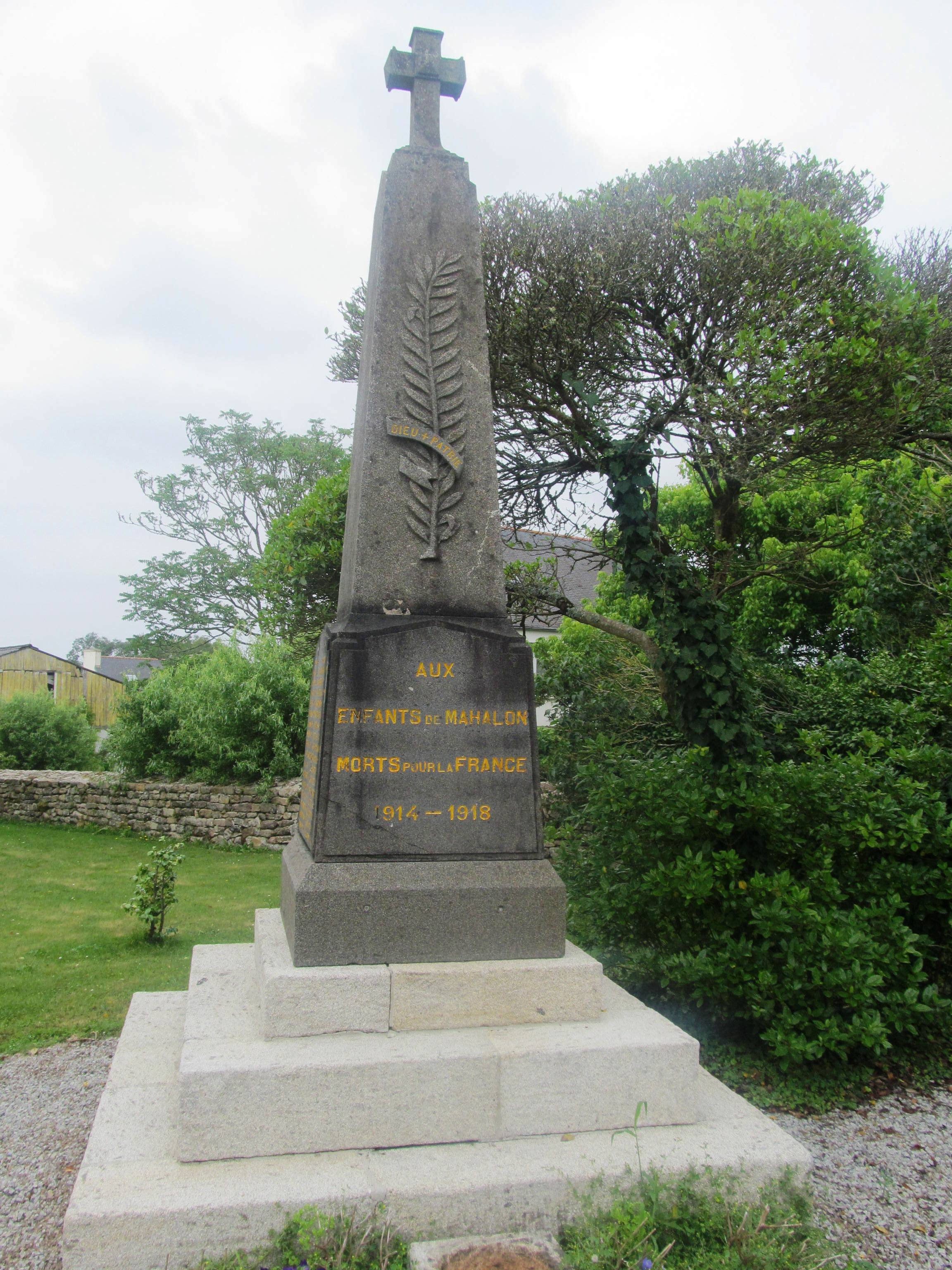
Le monument aux morts de Mahalon

Le monument aux morts de Mahalon porte les noms de 77 soldats morts pour la France pendant la Première Guerre mondiale ; parmi eux 4 au moins : Jean Bourdon (décoré de la Médaille militaire), Louis Claquin, Jean Le Bars et Yves Le Guen, sont morts en Belgique ; deux dans les Balkans dans le cadre de l'expédition de Salonique (Jean Jannic en Serbie et Jean Quéré en Grèce) ; la plupart des autres sont décédés sur le sol français (dont Pierre Bariou, André Claquin, Corentin Gourmelin, Pierre Gouzien, Henri Guellec et Jean Kerninon, tous les six décorés de la Médaille militaire et de la Croix de guerre ; Clet Le Bihan et Jean Le Brun, tous deux décorés de la Croix de guerre ; Yves Guellec, Corentin Le Brun, Pierre Peuziat et Alain Savina, tous quatre cités à l'ordre de leur régiment. Jean Stéphant, qui était instituteur à Mahalon, fut tué à l'ennemi le 24 décembre 1914 à Ovillers-la-Boisselle (Somme).

#### L'Entre-deux-guerres

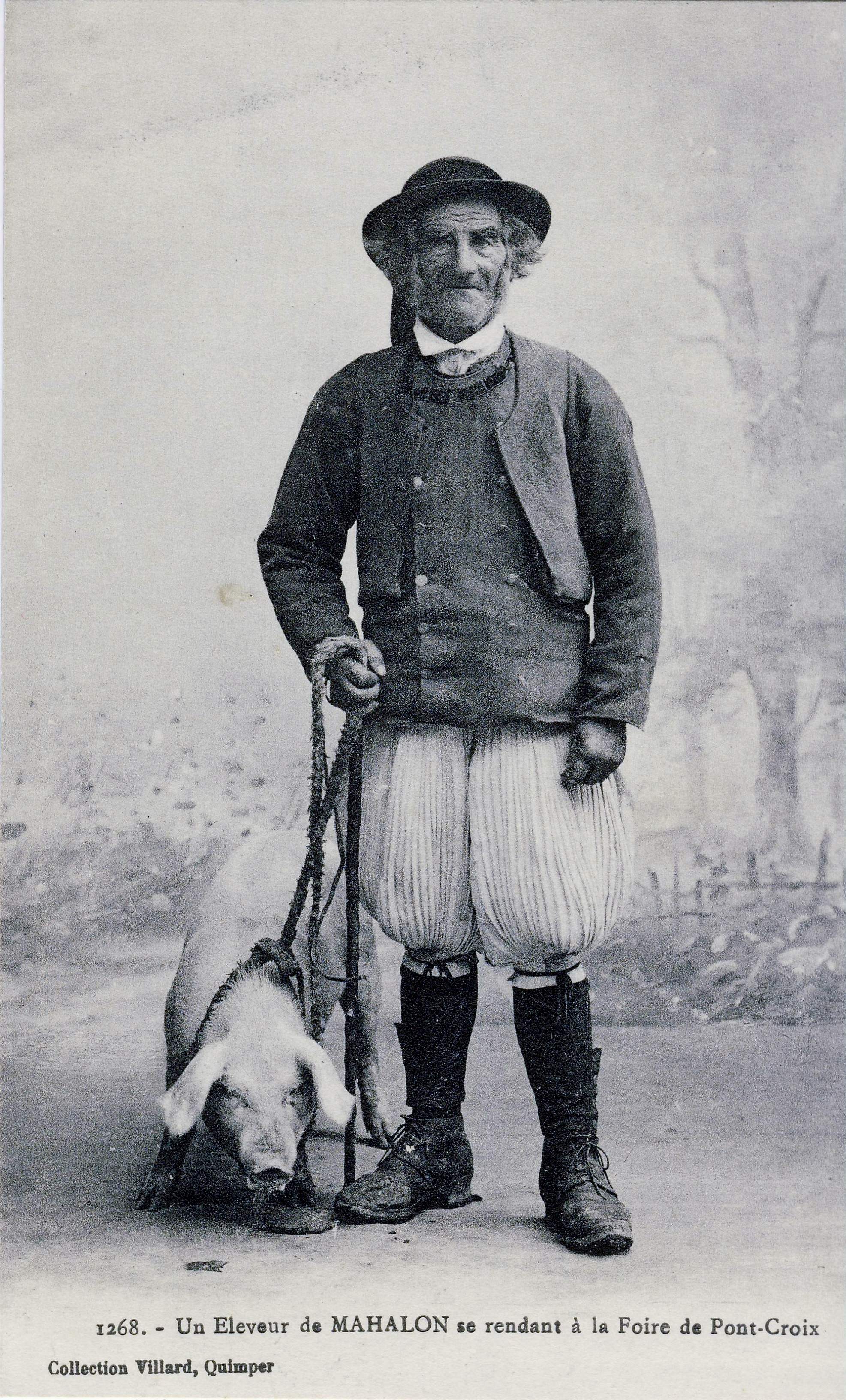
Un éleveur de Mahalon se rendant à la foire de Pont-Croix.
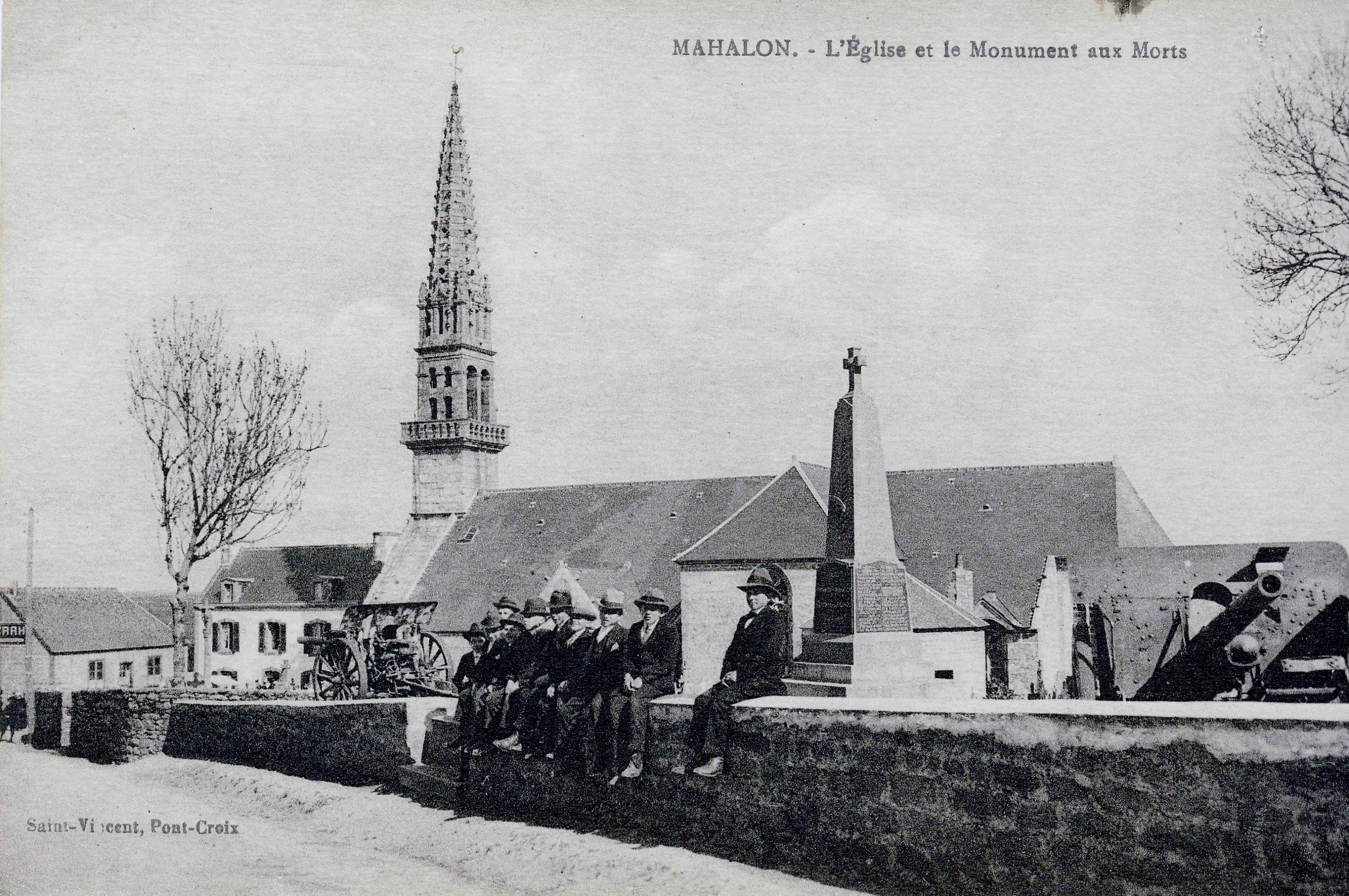
L'église et le monument aux morts de Mahalon vers 1930.

Léon Le Berre décrit ainsi en 1935 dans Bretagne d'hier 1880 à 1900 un vieux paysan de Mahalon : « Au champ de foire (...) est un vieillard de Mahalon, porteur de braies et de chupens étagées. Il s'appuie d'une main sur son pen-baz et tient de l'autre la corde d'une gracieuse pie-noire (...) ». Il évoque aussi « une vieille de Mahalon, promenant (...) sa bordelen [bordelenn] bien tuilée, sur son bonnet bleo noir, de dessous ».

#### La Seconde Guerre mondiale
Le monument aux morts de Mahalon porte les noms de 5 personnes mortes pour la France pendant la Deuxième Guerre mondiale : parmi elles deux soldats (Alain Le Bihan et François Le Gall) morts en 1940 et trois personnes tuées par les Allemands le 28 juillet 1944 : Catherine Burel, Jean Gloaguen et son épouse Marie-Anne Guellec ; une stèle commémorative située le long de la route menant de Mahalon à Guiler-sur-Goyen commémore leur mémoire.

#### L'après Seconde Guerre mondiale
Un soldat originaire de Mahalon (Yves Stéphan) est mort pour la France pendant la guerre d'Indochine et un (Armand Colin) pendant la guerre d'Algérie.
Le dernier commerce de la commune ferme en 1993. À l'initiative du maire Corentin Moalic, un espace commercial est construit, ainsi qu'une base de loisirs et, en 1998, l'ancienne école est transformée en Centre de découverte.

### Liste des maires

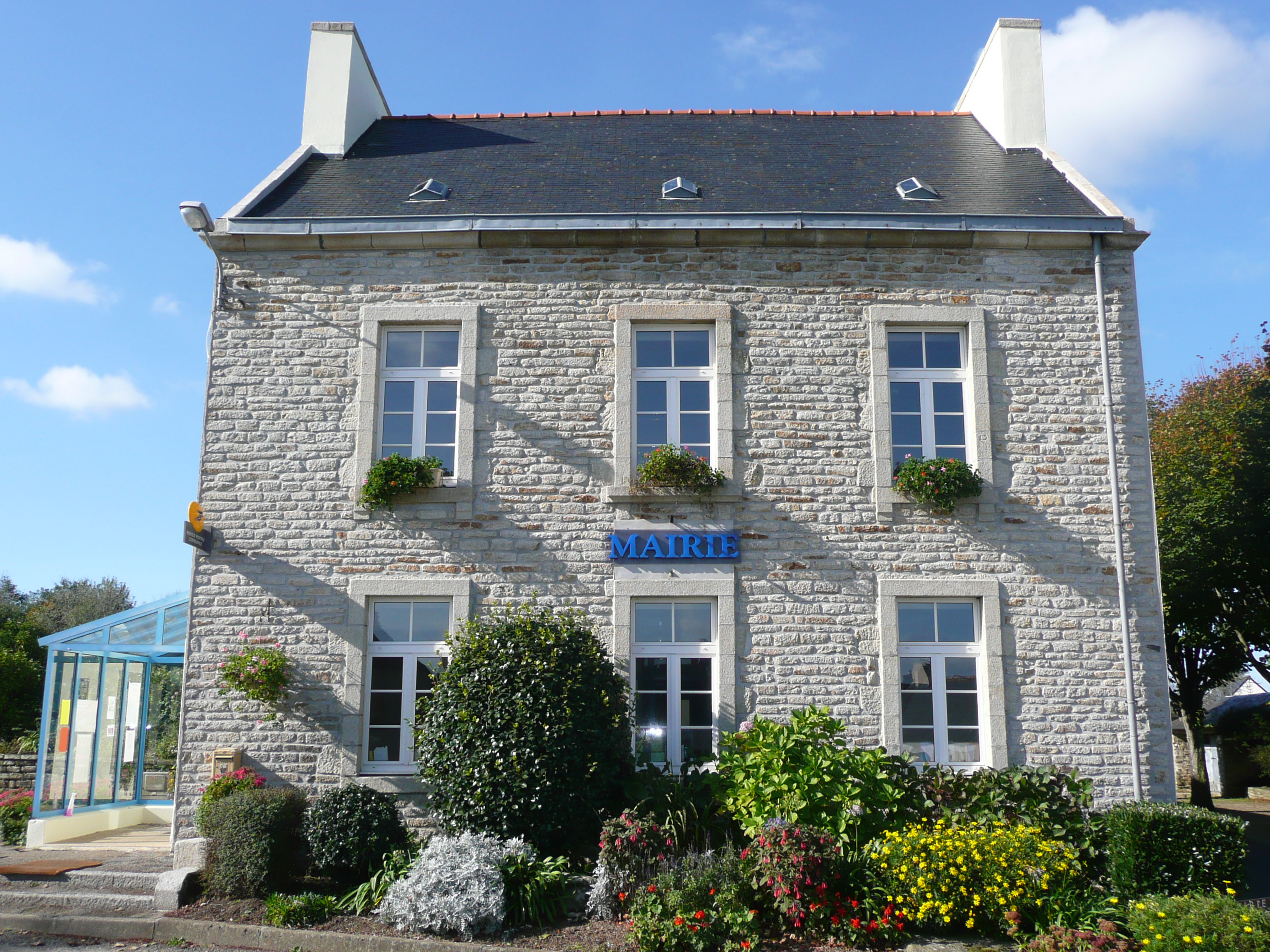
La mairie de Mahalon.

## Démographie

### Évolution démographique
| 1793 | 1800 | 1806  | 1821  | 1831  | 1836  | 1841  | 1846  | 1851  |
| ---- | ---- | ----- | ----- | ----- | ----- | ----- | ----- | ----- |
| 864  | 907  | 1 206 | 1 148 | 1 237 | 1 381 | 1 328 | 1 381 | 1 392 |

| 1856  | 1861  | 1866  | 1872  | 1876  | 1881  | 1886  | 1891  | 1896  |
| ----- | ----- | ----- | ----- | ----- | ----- | ----- | ----- | ----- |
| 1 386 | 1 318 | 1 373 | 1 294 | 1 392 | 1 345 | 1 484 | 1 501 | 1 465 |

| 1901  | 1906  | 1911  | 1921  | 1926  | 1931  | 1936  | 1946  | 1954 |
| ----- | ----- | ----- | ----- | ----- | ----- | ----- | ----- | ---- |
| 1 446 | 1 465 | 1 428 | 1 399 | 1 324 | 1 228 | 1 103 | 1 021 | 916  |

| 1962 | 1968 | 1975 | 1982 | 1990 | 1999 | 2004 | 2006 | 2009 |
| ---- | ---- | ---- | ---- | ---- | ---- | ---- | ---- | ---- |
| 867  | 802  | 742  | 711  | 773  | 799  | 867  | 881  | 881  |

| 2014 | 2019 | 2022  | - | - | - | - | - | - |
| ---- | ---- | ----- | - | - | - | - | - | - |
| 953  | 968  | 1 010 | - | - | - | - | - | - |

## Culture et patrimoine

### Culture
- Commune fleurie (label national 3 fleurs).
- Station Verte de vacances (labellisée).

### Animations et fêtes
- Le « Festival de l'insolite » anime la commune chaque 14 juillet depuis 1981 : championnat du monde de course en lits à roulettes (27e édition en 2011), Challenge du Finistère de course de voitures à pédales, records du monde insolites à battre (lancer de crêpes, lancer de béret, crachat du noyau d'abricot, lancer de l'œuf), animations de rues, spectacle burlesque, etc[60].
- Le « Festival de l'hortensia » est organisé chaque année tous les deuxièmes week-ends de juillet (la 15e édition a eu lieu en 2018) par l'association « Breiz Camellia » ; le Festival présente plus de 350 variétés de fleurs d'hortensia et de multiples animations (marché aux fleurs, ateliers de jardinage, expositions d'artisanat d'art et de peinture)[61].
- Rando-Santé le premier week-end de septembre : randonnées pédestres, marche nordique, VTT, cyclo-sportif, animations musicales, animations enfants (2 300 randonneurs en 2010). 8e édition les 3 et 4 septembre 2011.
- Les Chemins de découverte : les « Chemins de découverte » invitent le public à la rencontre d'une commune rurale, Mahalon. Le programme propose visites techniques (cidrerie, boulangerie-biscuiterie, exploitations agricoles, ferme équestre) et activités de pleine nature (initiation aux jeux bretons, randonnée pédestre et VTT, initiation à la pêche en rivière). Une activité quotidienne est proposée, 7 jours sur 7. Prix national Viva de l'animation touristique.

### Patrimoine civil
- Vestiges du château de Coat-Morvan, fondé au Moyen Âge par Loys de Cornouaille.
- Vestiges du manoir de Kerlaouénan, fondé au Moyen Âge par le chevalier de Kerlaouénan, reconstruit au XIXe siècle.
- Manoir de Kerandraön, ancienne résidence de la famille de La Roche-Kerandraön, originaire de La Roche-Héron, en Pleyber-Christ (remanié au XVIIIe siècle).
- Colombier de Kerandraön (XVIIIe siècle).
- Manoir de Tromelin, fondé au Moyen Âge par la famille de Tréganvez, remanié au XVe siècle[33].
- Maison de Ty-Glas fondée au XVIe siècle par la famille Trépos.
- Tour de Pont-Croix.
- Fontaine de Saint-Vivoc (XIXe siècle).

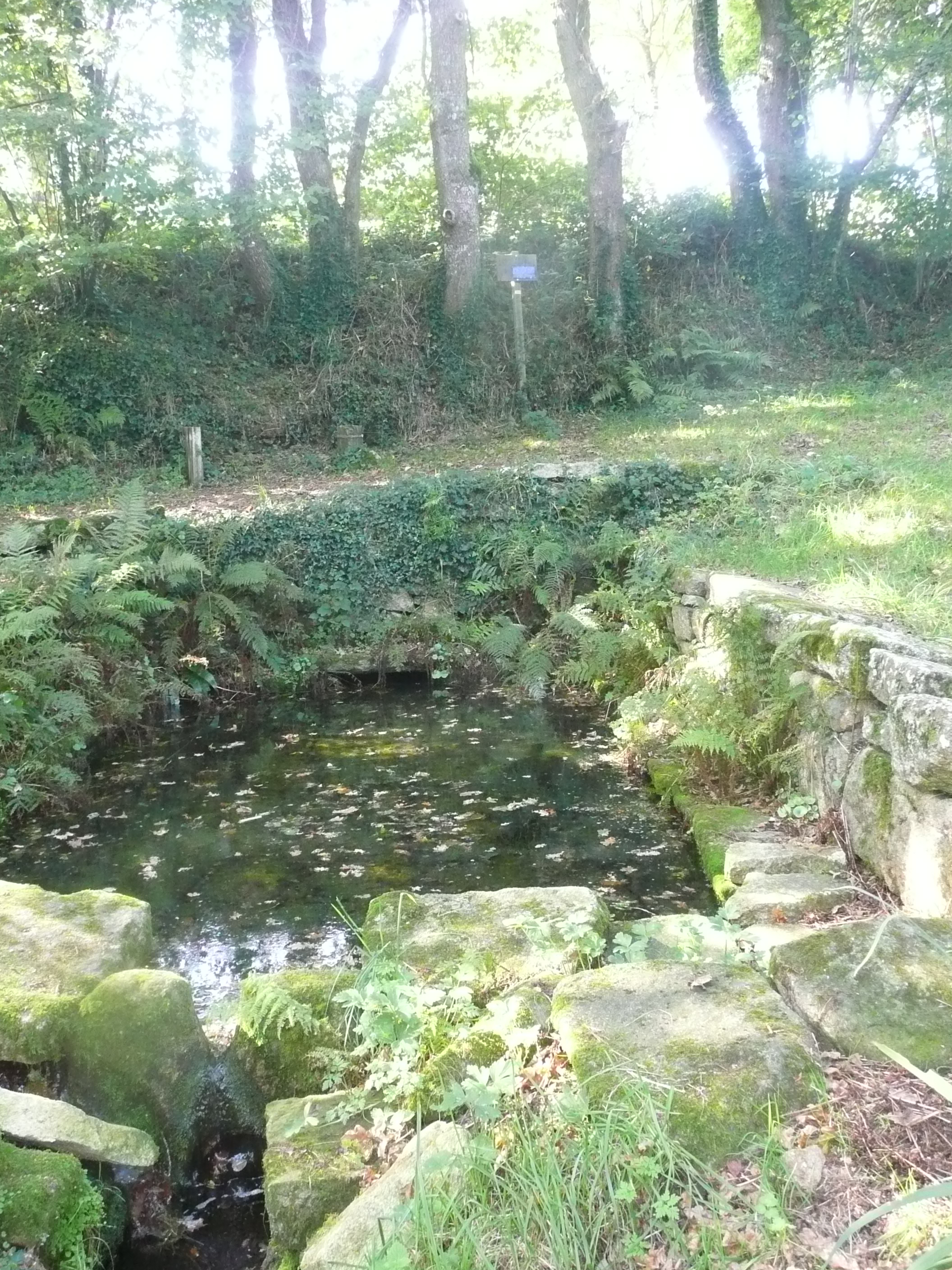
Le lavoir de Stang Irvin.

### Patrimoine religieux
- Église paroissiale Saint-Magloire, dédiée à saint Magloire, fondée au XIIe siècle et remaniée depuis (le cadran solaire est daté de 1652 ; le tombeau de Ronan de Trémillac et de Marguerite de Tréganvez, dame de Tromelin, son épouse date du XVIe siècle). Cette église a été reconstruite en 1772 (à l'exception de sa façade occidentale qui date du XVIe siècle) ; sa flèche, foudroyée le 8 décembre 1828, a été reconstruite en 1831. « À l'intérieur subsistent, de chaque côté de la nef, trois arcades romanes de l'ancienne église. (...) Ces travées offrent absolument les mêmes caractères que celles de la collégiale de Pont-Croix qui remontent à la seconde moitié du XIIe siècle. (..) À droite du chœur se trouve une chapelle dédiée à saint Michel qui contenait l'enfeu des sieurs de Lanavan. La chapelle qui lui correspond, de l'autre côté du chœur, dépendait de la terre de Tromelin. (...) Les statues couchées d'une dame et d'un chevalier [gravées sur la tombe représentent] Marguerite de Tréganvez, dame de Tromelin, décédée en 1534, et son époux René de Trémillec qui mourut en l'an 1548 ». D'anciennes statues en bois représentent saint Magloire en évêque et saint Marc l'évangéliste de part et d'autre du maître-autel ; plusieurs autres statues représentent notamment saint Herbot, saint Fiacre (celle-ci provient de l'ancienne chapelle de Lanfiacre), saint Mathurin, ainsi qu'une Vierge à l'Enfant[28].

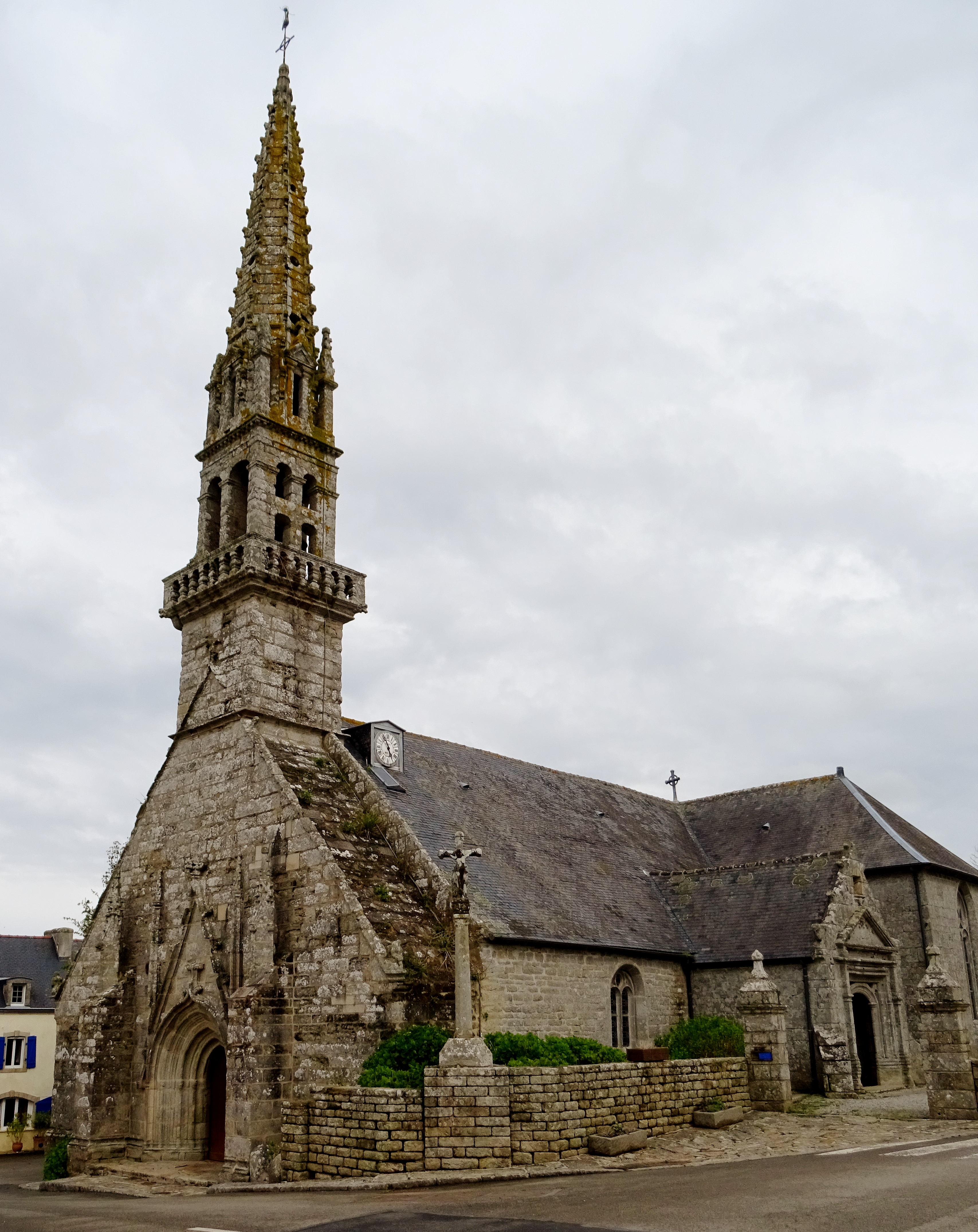
Église paroissiale Saint-Magloire : façade et clocher.
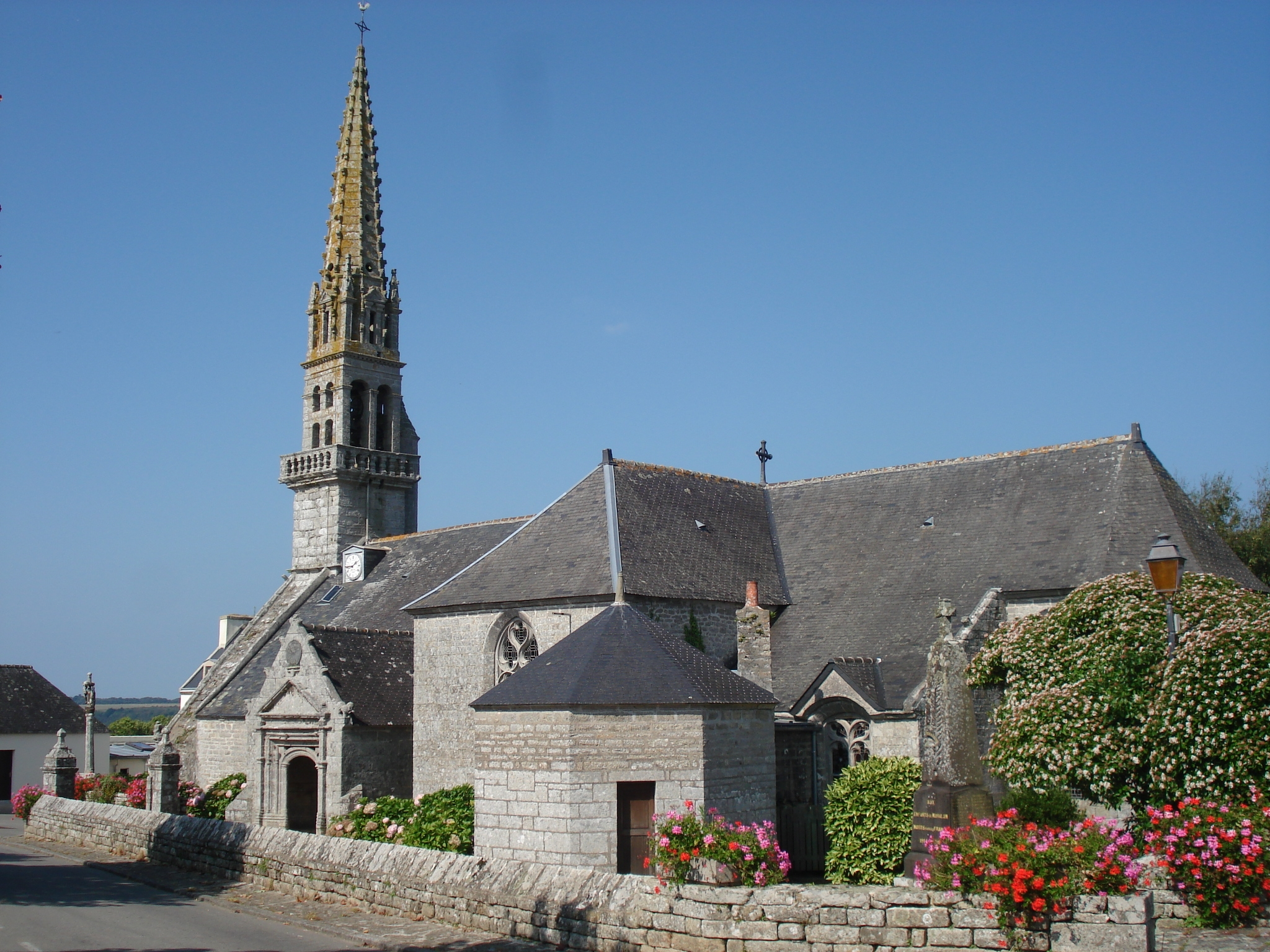
L'église paroissiale Saint-Magloire, vue extérieure d'ensemble 2.
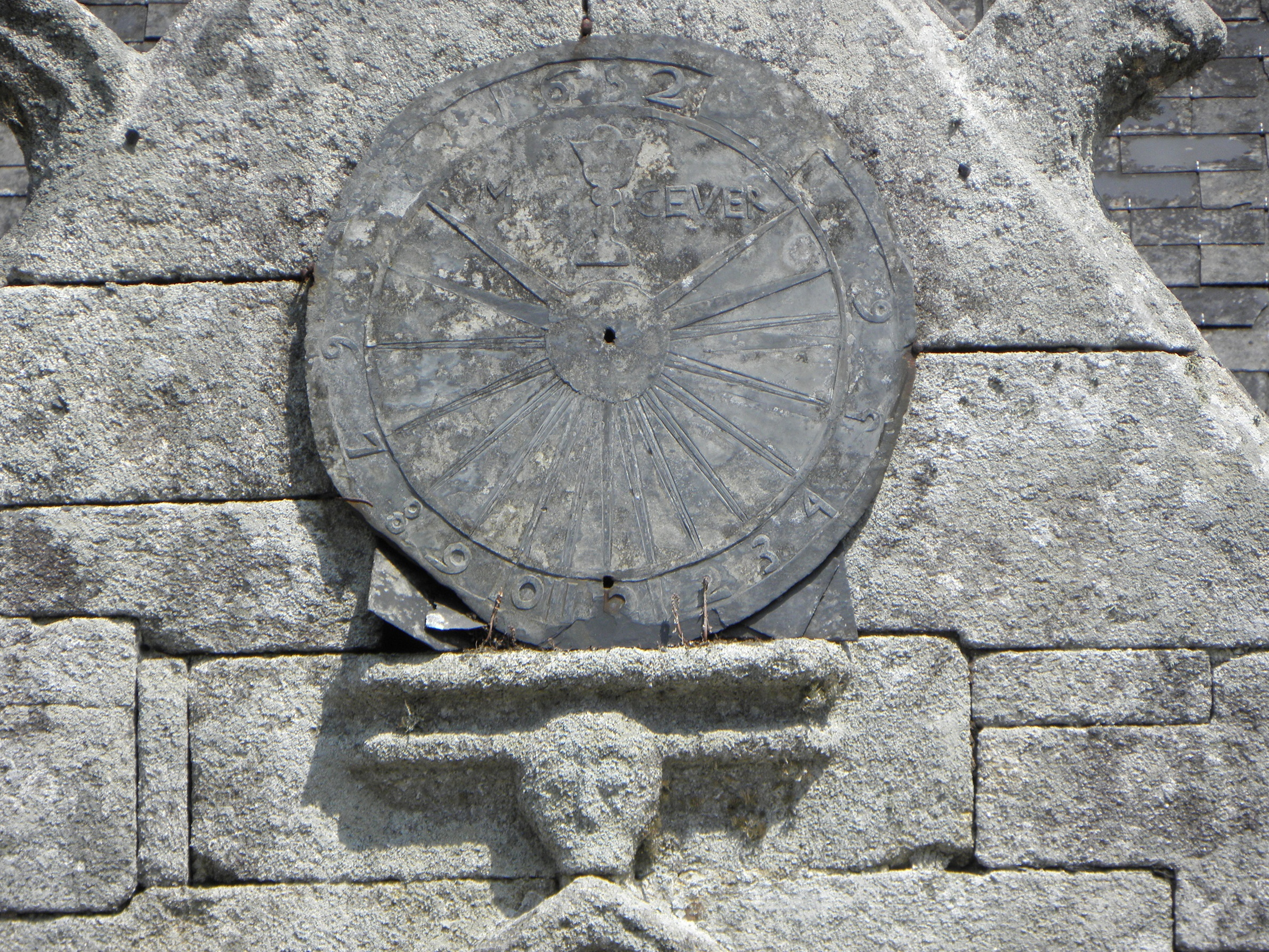
L'église paroissiale Saint-Magloire, cadran solaire.
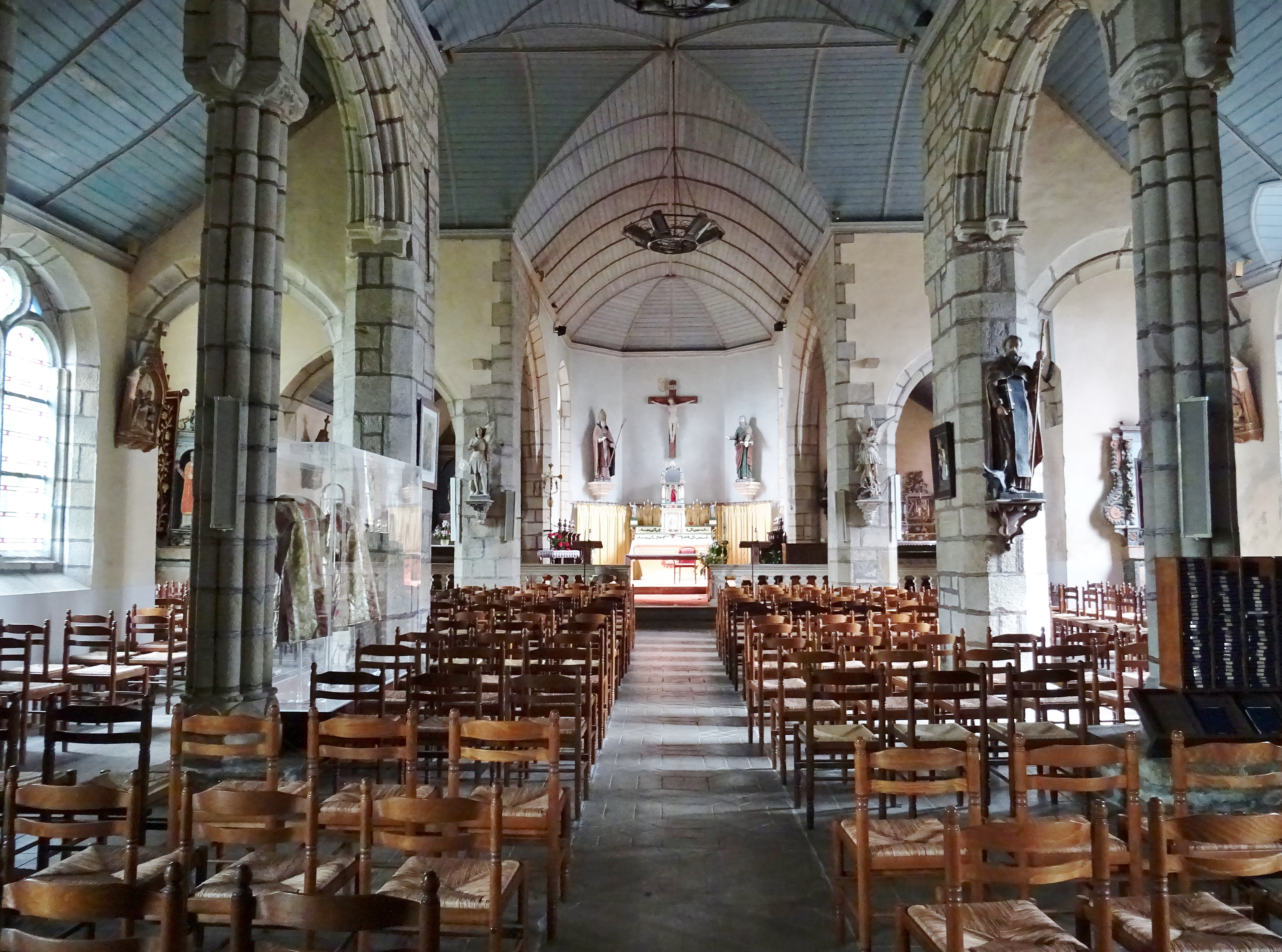
Église Saint-Magloire de Mahalon ː vue intérieure d'ensemble.
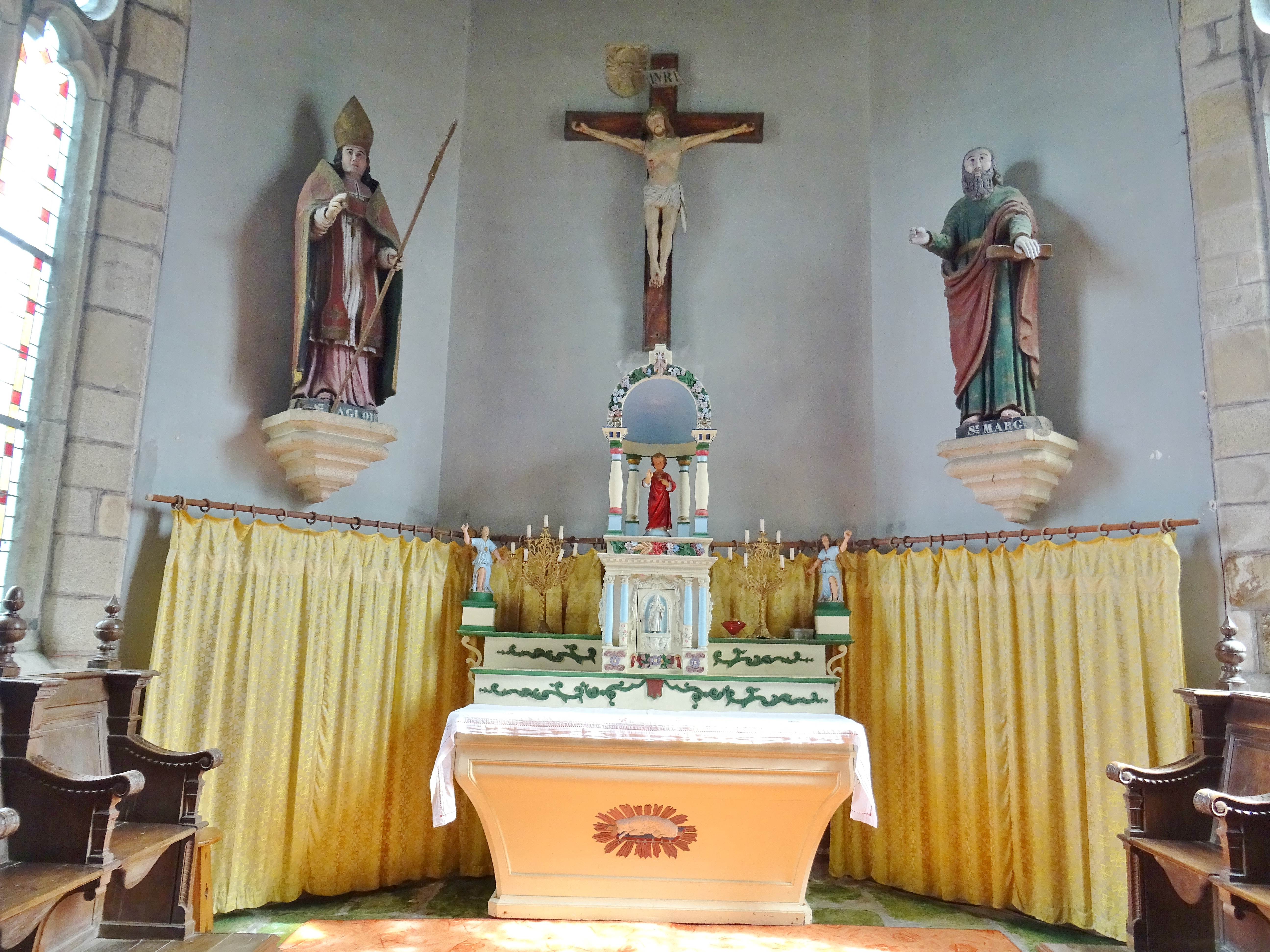
Église Saint-Magloire de Mahalon ː le chœur (maître-autel et statues de saint Magloire et saint Marc).
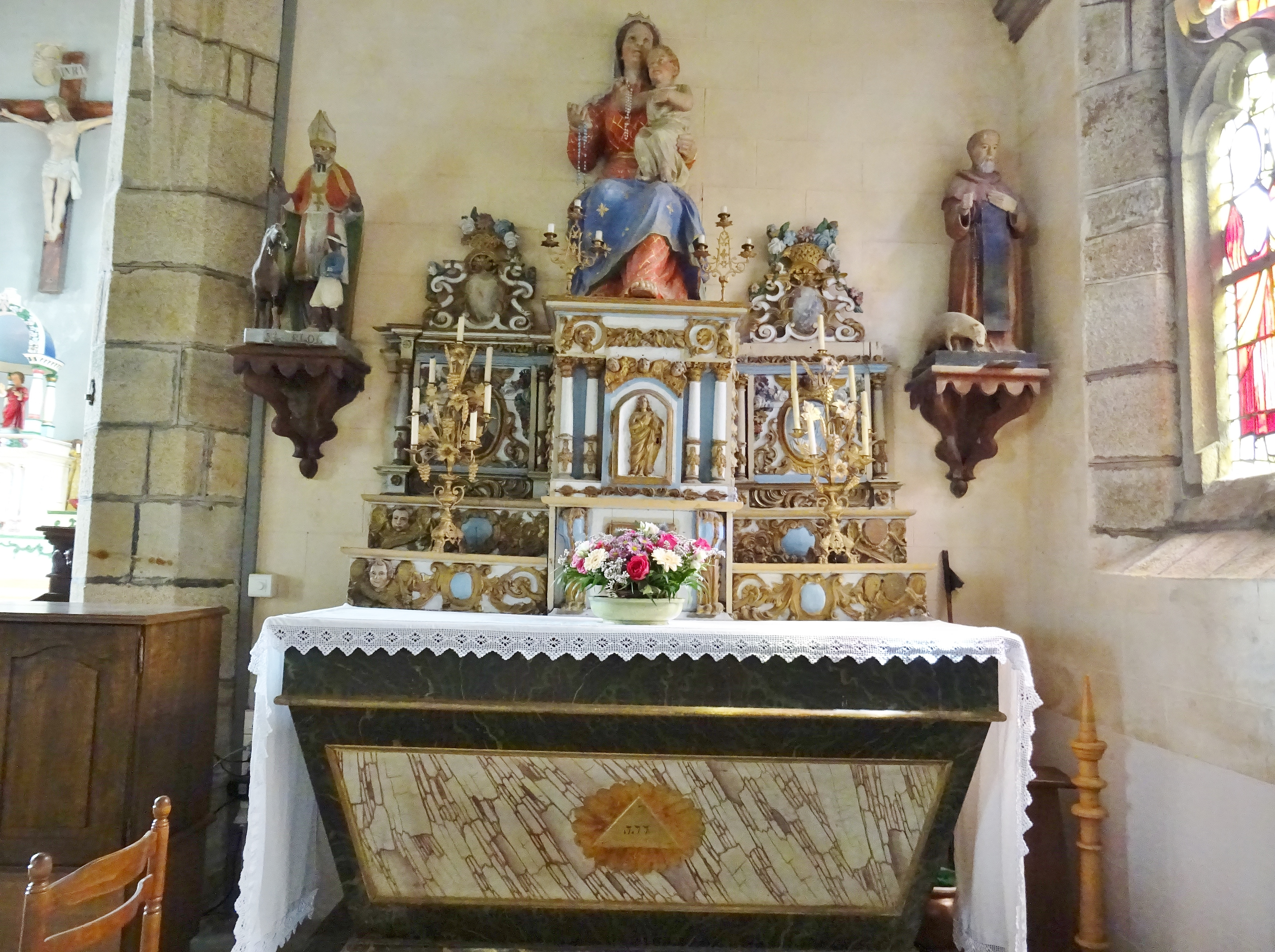
Église Saint-Magloire de Mahalon ː autel latéral de la Vierge (retable avec à son sommet une Vierge à l'Enfant de deux statues dont celle de saint Éloi).
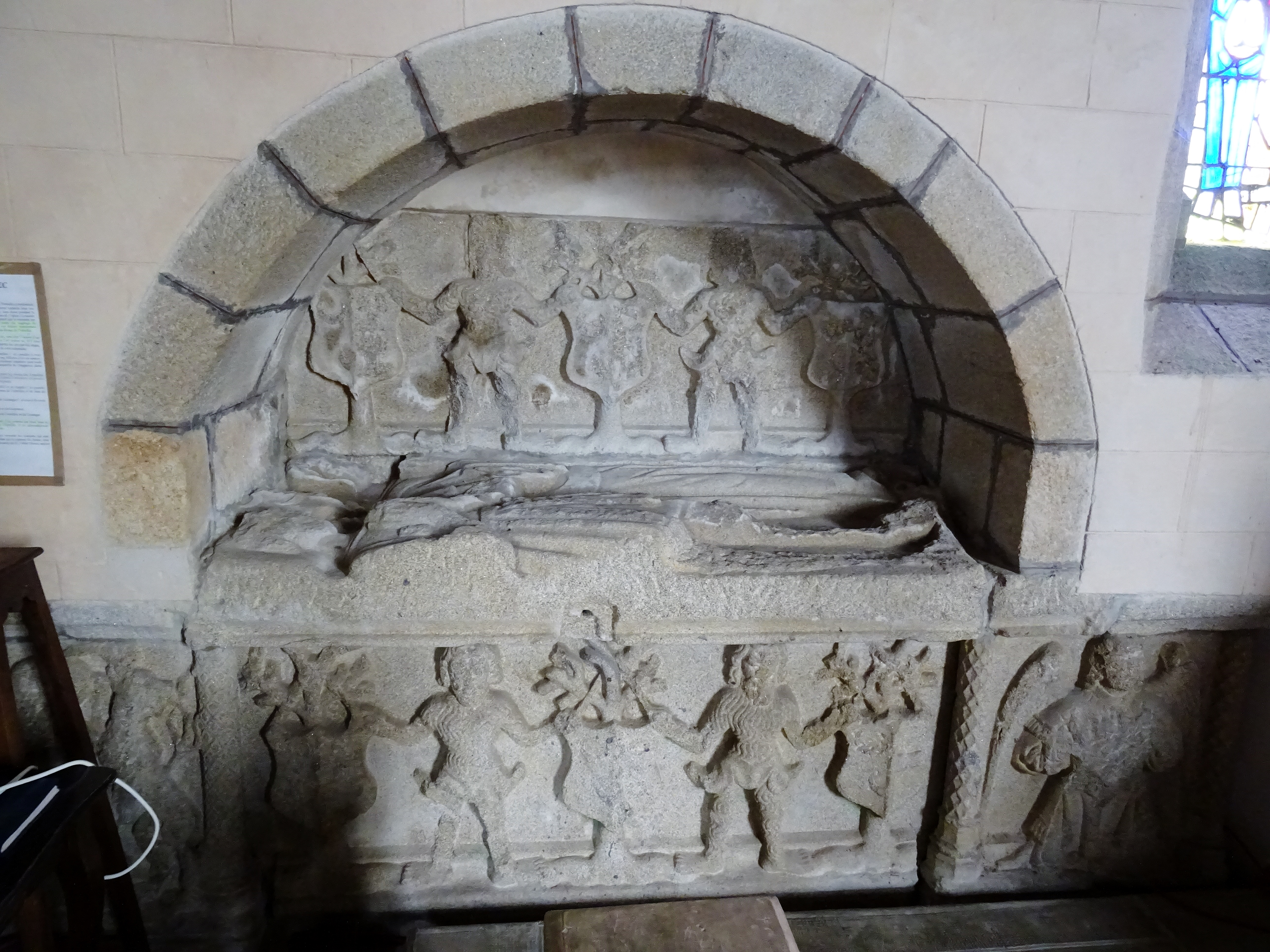
Église Saint-Magloire de Mahalon ː enfeu de Marguerite de Tréganvez, dame de Tromelin, et de René de Trémillec.
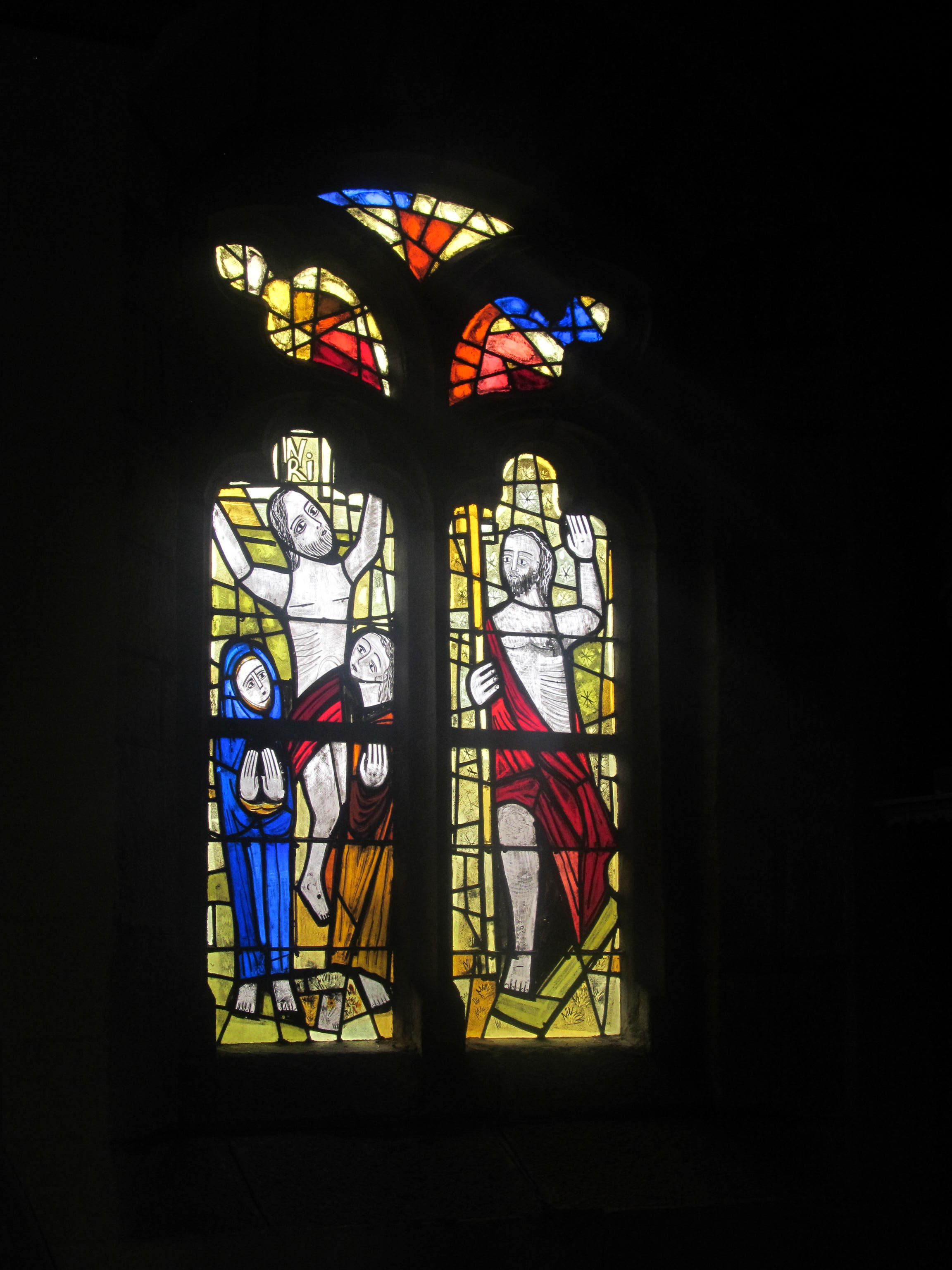
Vitrail dans le presbytère de l'église de Mahalon.

- Chapelle Saint-Pierre (et son campanile), fondée au XVIe siècle par les seigneurs de Kerandraon, située à Lohantec (le nom de ce lieu-dit  signifie en breton "monastère de Hoantec") à la sortie sud du bourg de Mahalon (la chapelle était dédiée initialement à saint Hoantec, un saint breton par ailleurs inconnu, auquel on a substitué saint Pierre), et en partie modifiée au XVIIIe siècle ; sa maîtresse-vitre, créée au XIXe siècle par Guillaume Cassaigne[w] est restaurée en 2020 par Solène Bellion[62].
- Chapelle Saint-Fiacre, vendue comme bien national le 3 messidor an III, reconstruite en 1883.

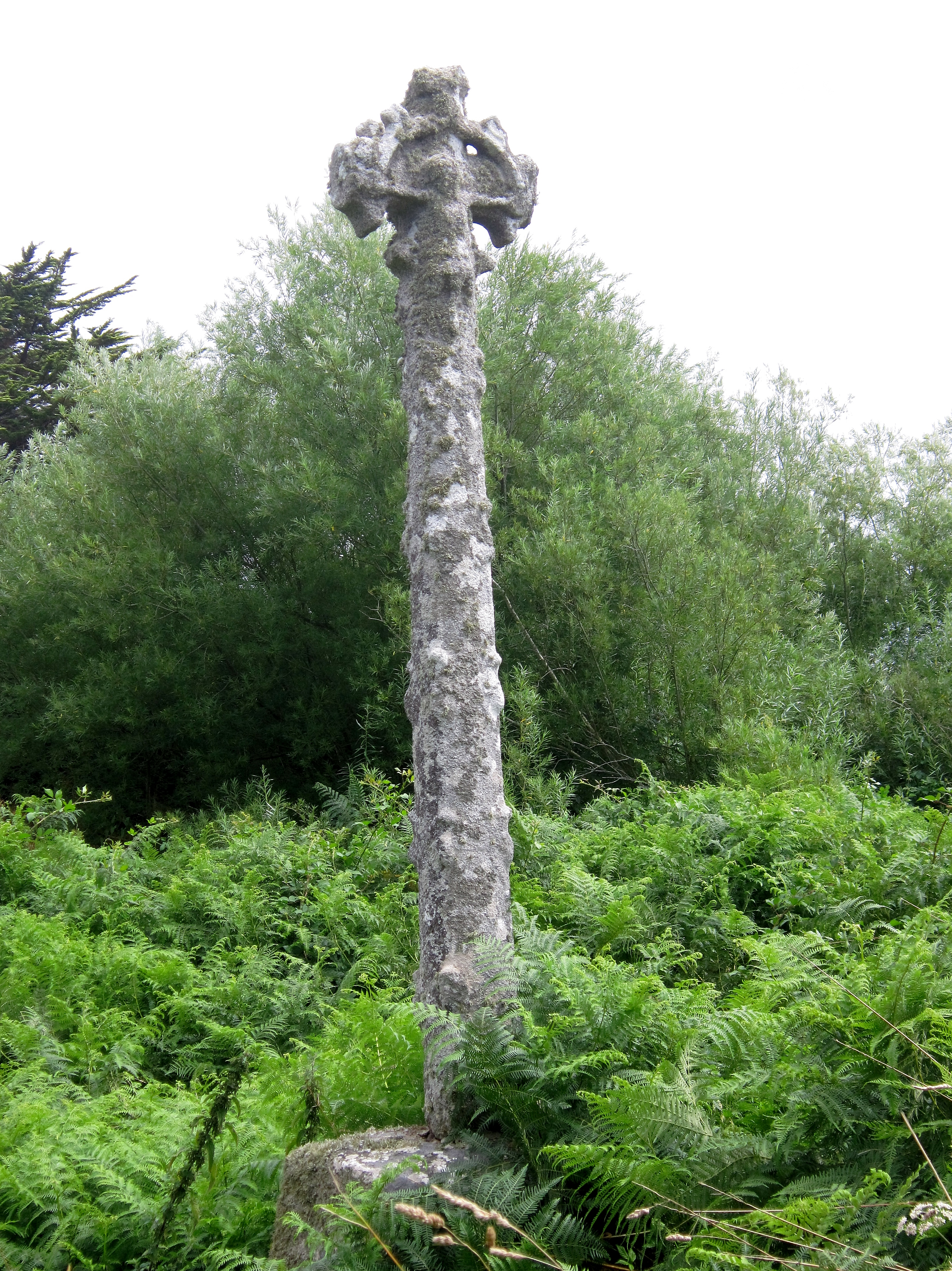
Le calvaire de Stang Irvin (XIIIe siècle).

- Calvaire de Stang-Irvin (XIIIe siècle).
- Calvaire et Croix d'Ar Groaz Ru (XVIIe siècle).

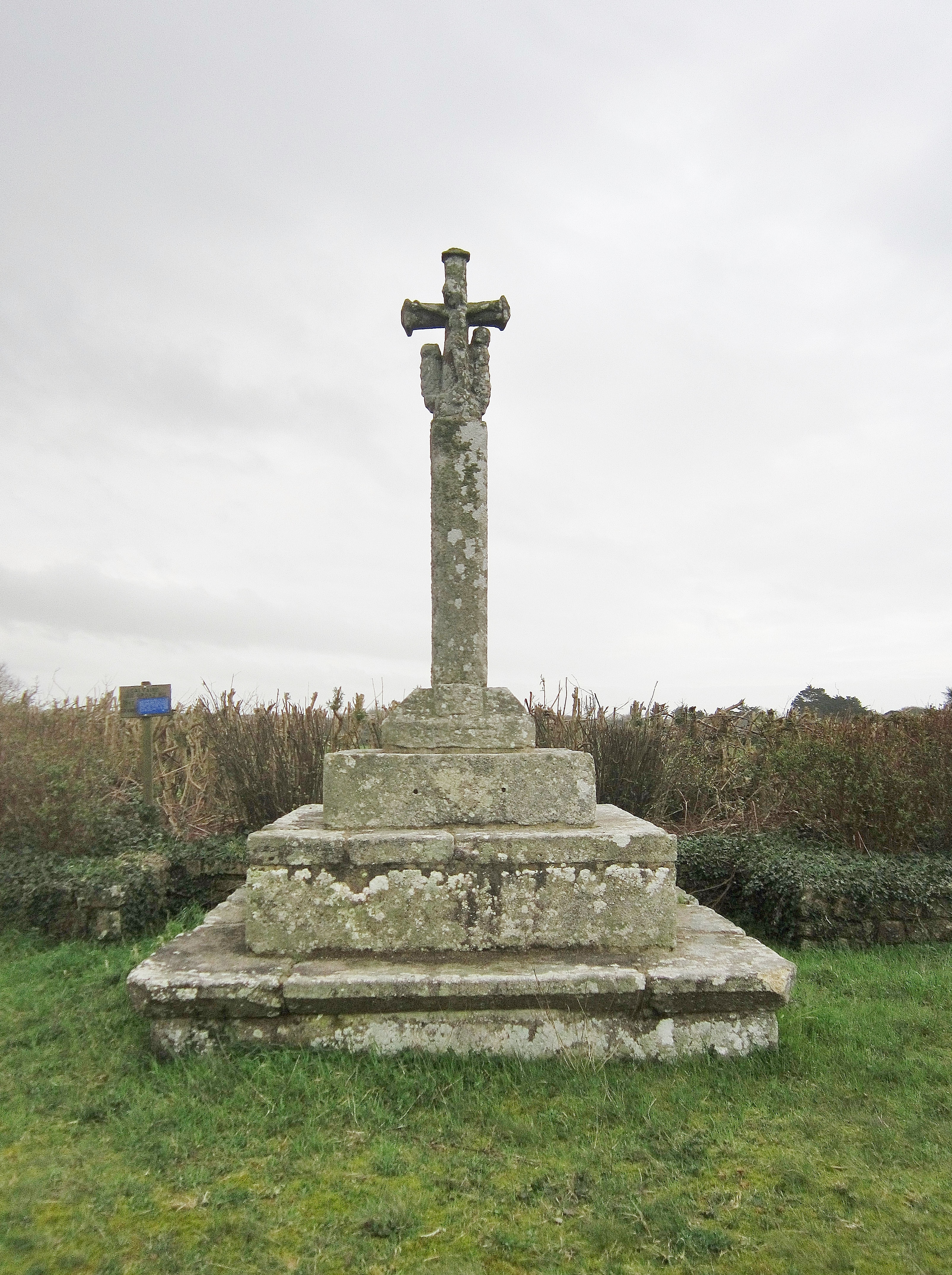
Mahalon : le calvaire d'Ar Groaz Ru (1647).
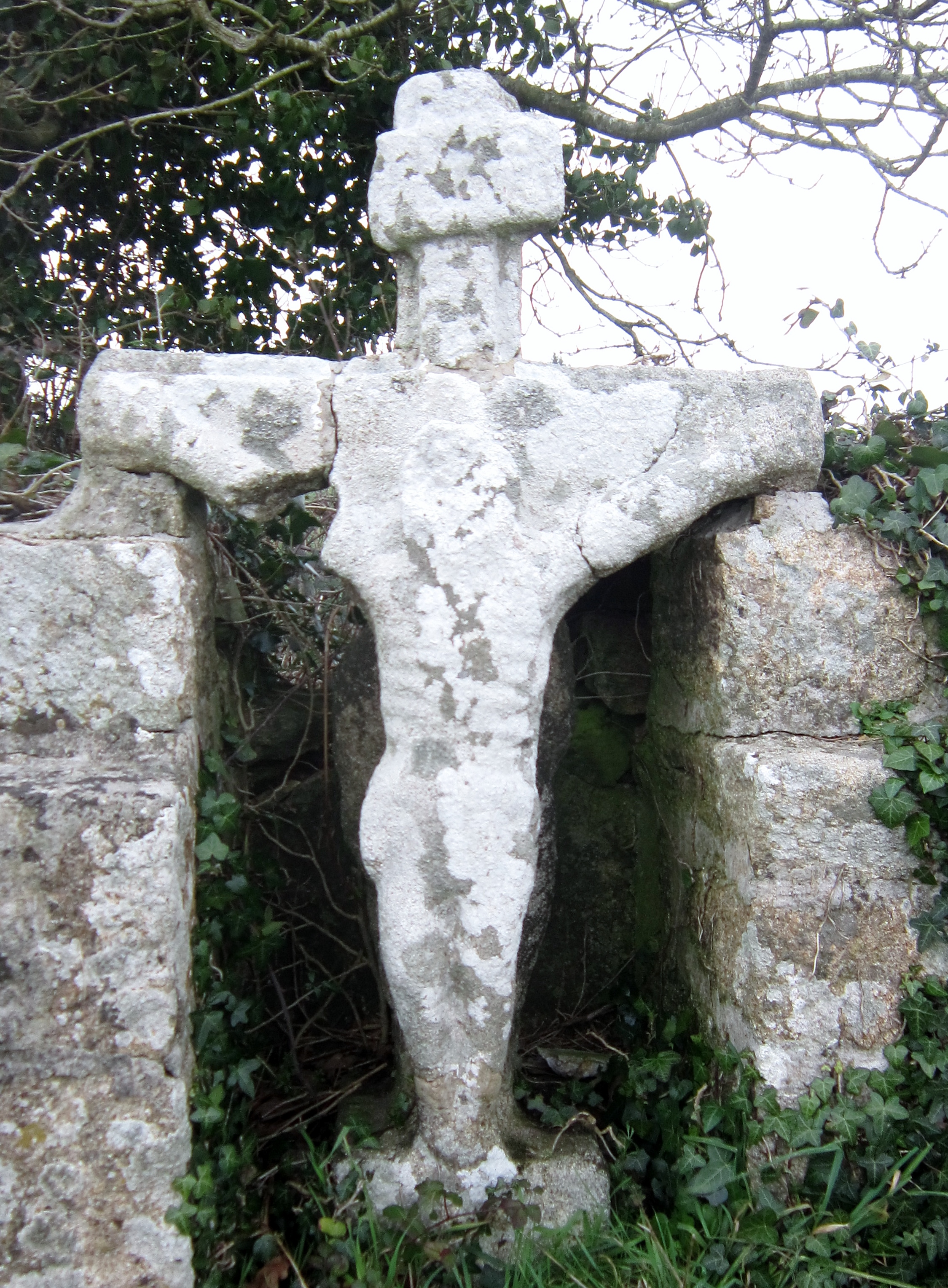
Mahalon : la croix en granite d'Ar Groaz Ru (1647).

- Croix du cimetière (elle date de 1616).

### Patrimoine environnemental
- Mégalithes de Woarem-Goz (époque néolithique).
- Enceinte de Casevoyen datée du haut Moyen Âge[63].

### Enseignement et culture

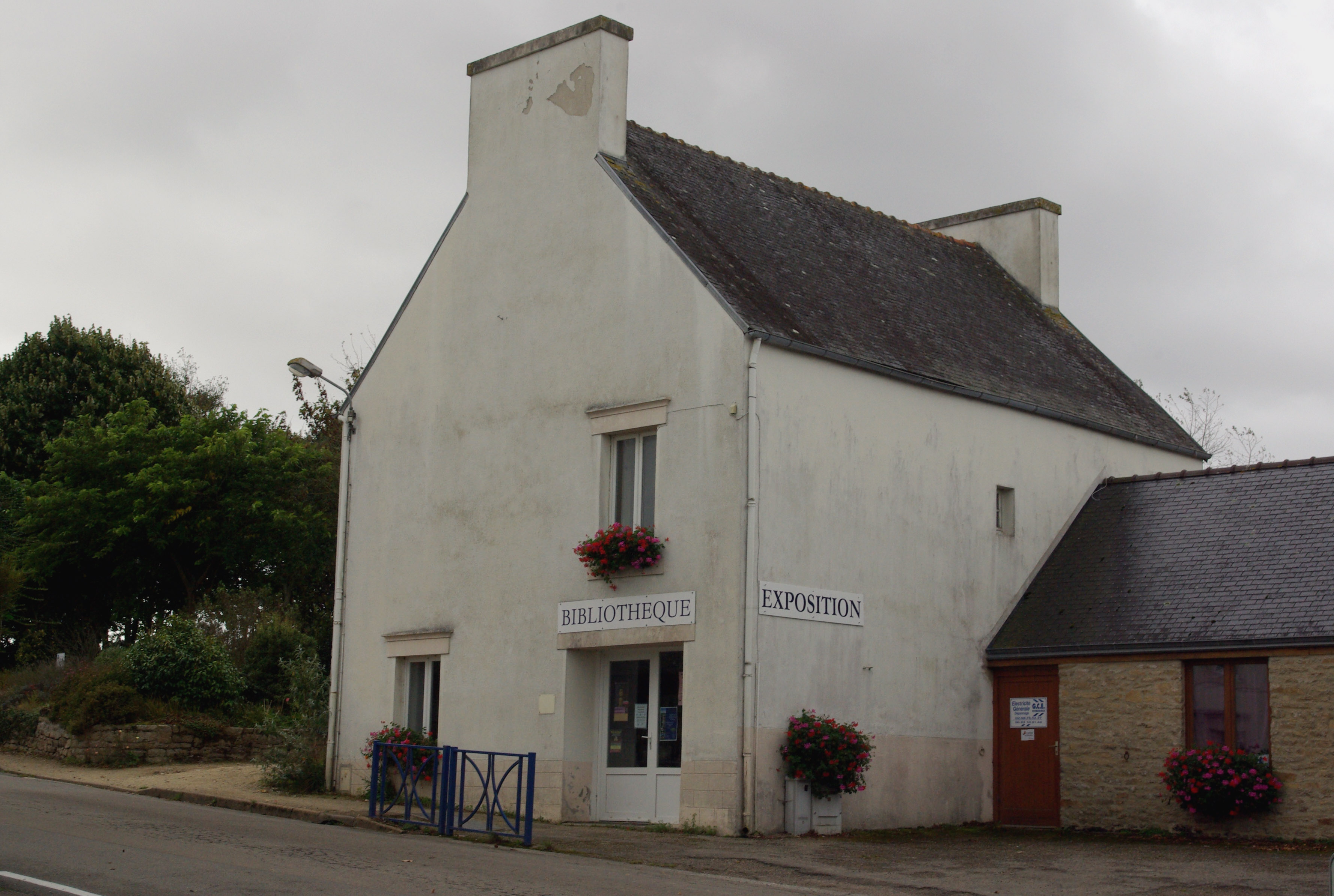
La bibliothèque municipale.